# اتحاد الكنائس البروسية
اتحاد الكنائس البروسية، المعروف بعدة أسماء، كان جسدًا رئيسيًا للكنيسة البروتستانتية نشأ عام 1817 بناءً على سلسلة من المراسيم التي أصدرها الملك فريدريك وليم الثالث ملك بروسيا. هدفت هذه المراسيم إلى توحيد الطائفتين اللوثرية والإصلاحية في بروسيا، لتكون الكنائس تحت مظلة واحدة رغم اختلاف المذاهب.
وعلى الرغم من أن هذه الخطوة لم تكن الأولى من نوعها، إلا أن اتحاد الكنائس البروسية يُعدُّ الأول من نوعه في دولة ألمانية الكبرى، مما جعله علامة فارقة في تاريخ الكنائس البروتستانتية، وفتح آفاقًا جديدة لتعايش المذاهب ضمن إطار موحّد
أضحت كنيسة الاتحاد البروسي أعظم المنظمات الدينية المستقلة في الإمبراطورية الألمانية ثم في جمهورية فايمار، حيث التف حولها قرابة ثمانية عشر مليونًا من الأتباع. بيد أن هذه الكنيسة لم تسلم من رياح الانشقاق، إذ شهدت انقسامين بارزين: أولهما دائم منذ ثلاثينيات القرن التاسع عشر، وثانيهما مؤقت بين عامي 1934 و1948، وكلاهما كان وليد تقلبات الحكومات وسياساتها المتغيرة.
لقد كانت الكنيسة محظية الدولة في بروسيا خلال القرن التاسع عشر، إذ حملت لواء الإيمان المقرون بالنفوذ السياسي. ولكن لم تدم هذه الحظوة طويلًا؛ إذ وقعت فريسة للتدخلات المتكررة والقمع الممنهج في القرن العشرين، حيث امتدت يد الظلم إلى أبناء رعيتها، يضطهدهم الحاكمون حينًا ويقيدون حريتهم أحيانًا
في عشرينيات القرن العشرين، فرضت الجمهورية البولندية الثانية وليتوانيا تقسيمات تنظيمية أحدثت زلزلة في أركان الكنيسة، أعقبها في الخمسينيات والسبعينيات من القرن ذاته تدخلات مماثلة من قبل ألمانيا الشرقية وجمهورية بولندا الشعبية والاتحاد السوفييتي. لقد ألغيت جماعات بأكملها وصودرت ممتلكات الكنيسة، لتنقل إلى استخدامات علمانية أو تُمنح إلى كنائس أكثر قربًا وولاءً للأنظمة الحاكمة آنذاك.
وخلال الحرب العالمية الثانية، عانت ممتلكات الكنيسة من دمار واسع النطاق بفعل القصف الاستراتيجي، حتى باتت كثير من معالمها أطلالًا تشهد على قسوة الزمن. ومع انقضاء الحرب، زادت المحن إذ فرّ أبناء الرعية من تقدم القوات السوفييتية، مما أدى إلى اختفاء مقاطعات كنسية بأكملها. ولم يكن ذلك فحسب، بل إن هروب وطرد الألمان شرق خط أودر-نايس أزال ما تبقى من تلك المقاطعات، كأنما انمحى تاريخها في غبار الحروب والسياسات المتغيرة.
في أعقاب الحربين العالميتين، شهدت الكنيسة إصلاحاتٍ جذرية كان لها أثرٌ عميق في تمكين أبناء الرعية وتعزيز مشاركتهم الديمقراطية في شؤونها. وكانت هذه الكنيسة منارةً اجتمع تحت سقفها نفرٌ من أعلام اللاهوت والفكر، أمثال فريدريش شلايرماخر، ويوليوس فيلهاوزن (مؤقتًا)، وأدولف فون هارناك، وكارل بارث (مؤقتًا)، وديتريش بونهوفر، ومارتن نيمولر (مؤقتًا)، وغيرهم ممن أثروا علوم اللاهوت.
وفي أوائل الخمسينيات، تحولت الكنيسة إلى هيئة جامعة، بعدما نالت أقاليمها الكنسية استقلالها في أواخر الأربعينيات، لتصبح إطارًا يجمع ما تفرق من وحداتها في صورة متجددة. ولكن، مع تراجع أعداد الرعية بفعل الأزمة الديمغرافية التي اجتاحت ألمانيا، وتنامي موجة اللادينية، غابت الكنيسة عن مركزها التاريخي. وفي عام 2003، اندمجت ضمن اتحاد الكنائس الإنجيلية، كأنما طُويت صفحتها لتُسطر فصلًا جديدًا في تاريخ الإيمان والتغيرات المجتمعية.

## المكانة والأسماء الرسمية
| سنين          | الاسم الرسمي                                              |
| ------------- | --------------------------------------------------------- |
| 1817–1821     | اتحاد الكنائس البروسي                                     |
| 1821–1845     | الكنيسة الإنجيلية في الأراضي البروسية الملكية             |
| 1845–1875     | الكنيسة الإنجيلية الحكومية في بروسيا                      |
| 1875–1922     | الكنيسة الإنجيلية الحكومية في المقاطعات القديمة في بروسيا |
| 1922–1953     | الكنيسة الإنجيلية للاتحاد البروسي القديم                  |
| 1953–2004     | الكنيسة الإنجيلية للاتحاد                                 |
| 2004–حتى الآن | تم دمجها في اتحاد الكنائس الإنجيلية                       |

إن التغييرات العديدة التي طرأت على الكنيسة عبر تاريخها تنعكس في تغييرات اسمائها.
فإنَّ كنيسة الاتحاد البروسي، التي ابتدأت دون اسمٍ رسمي بين عامي 1817 و1821، كانت تخضع لتنظيم السلطات البروسية، وتُعرف بأسماء غير رسمية كـ"اتحاد الكنائس البروسية" و"اتحاد الكنائس في بروسيا". ثم اتخذت في 1821 اسم "الكنيسة الإنجيلية في الأراضي الملكية البروسية"، فكانت كنيسة الدولة، وتوالت عليها التسميات مع تغير الأحوال، فصارت "الكنيسة الإنجيلية للدولة البروسية" (1845-1875)، ثم "الكنيسة الإنجيلية للدولة في المقاطعات القديمة في بروسيا" (1875-1922). وفي 1922، استقلت باسم "الكنيسة الإنجيلية لاتحاد بروسيا القديم"، لكنها وقعت تحت قبضة النازيين في 1933، حيث أُلغيت الحرية الدينية وفُرضت قيادة موالية للنظام. ولم تلبث الكنيسة أن انقسمت، فأعلنت جماعة الاعتراف المسيحي رفضها للقيادة المفروضة، لتنشأ كنيسة سرية تدّعي تمثيل الإيمان الحقيقي. وبعد الحرب (1945)، استعادت الكنيسة هويتها، مطهرة صفوفها من تأثير النازيين، ثم أعادت تنظيم نفسها تحت اسم "الكنيسة الإنجيلية للاتحاد" حتى عام 2003، حين اندمجت في اتحاد الكنائس الإنجيلية

## تاريخ
إن الكنائس البروتستانتية اللوثرية والكالفينية (الإصلاحية) كانت تسير جنبًا إلى جنب في بروسيا منذ أن أعلن الأمير الناخب يوهان سيجيسموند تحوله من اللوثرية إلى الكالفينية في عام 1617، بينما بقي معظم رعاياه متمسكين بالمذهب اللوثري. غير أن أقلية كالفينية وازنة قد تشكَّلت عبر العقود، بفضل تدفق آلاف اللاجئين الكالفينيين الذين فروا من الاضطهاد في ظل حركة الإصلاح المضاد الكاثوليكية، سواء في بوهيميا، أو فرنسا (الهوجينوت)، أو الأراضي المنخفضة، أو والونيا، أو من المهاجرين القادمين من يوليش كليفز بيرج، وهولندا، وبولندا، وسويسرا. وقد شكَّل أحفاد هؤلاء اللاجئين والمهاجرين الجزء الأكبر من الكالفينيين في براندنبورغ.
وبقيت قضية التوحيد بين هاتين الطائفتين على مدار عقود مسألة مثيرة للجدل، إذ سعوا لتجاوز الاختلافات العقائدية والثقافية ليصبحوا كنيسة واحدة، تحقق التآلف بين مكوناتها، في ظل تاريخ مشترك من التحديات والمآسي.

### محاولات ملكية لدمج اللوثريين والكالفينيين

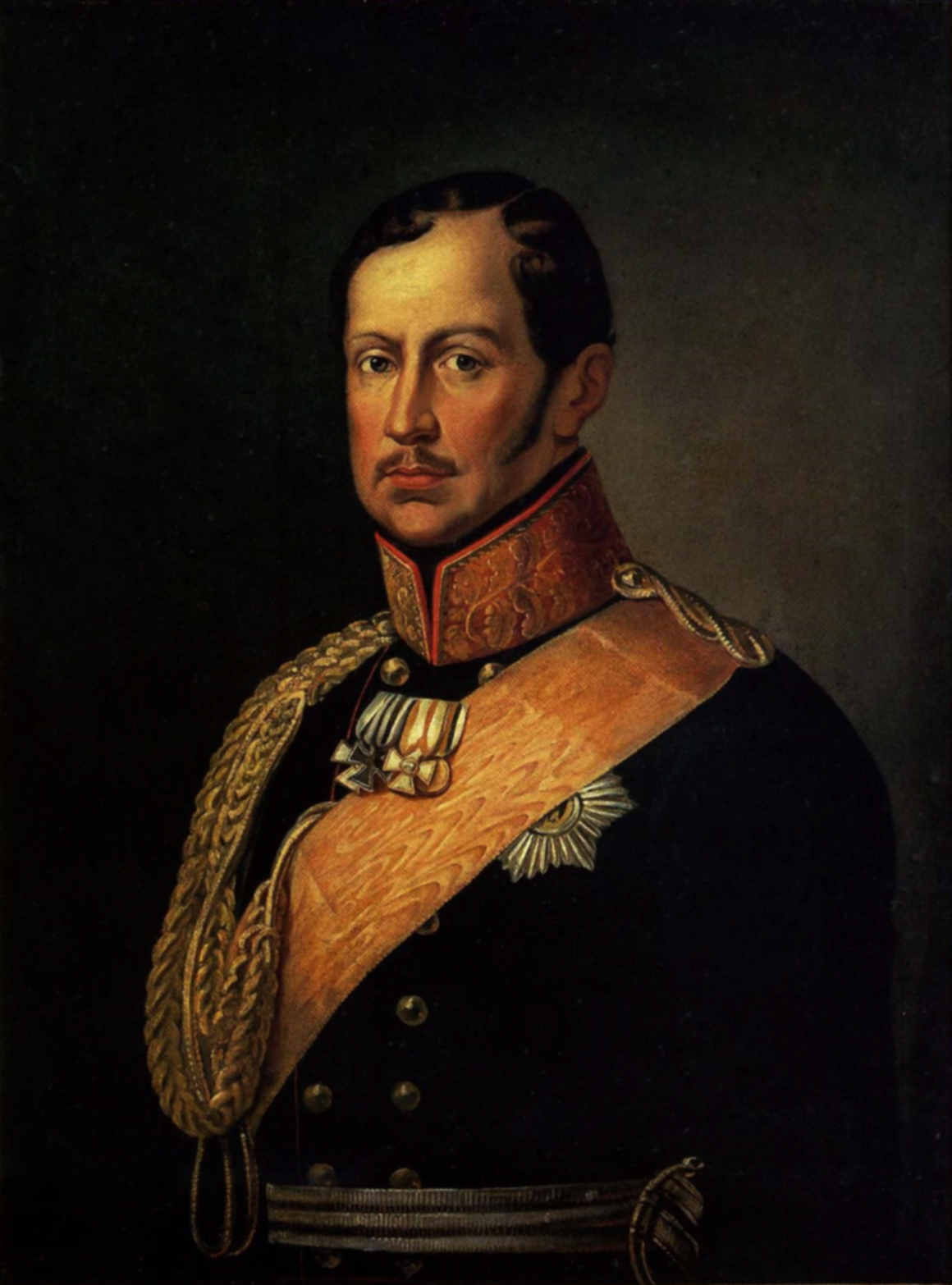
فريدريك ويليام الثالث ، ملك بروسيا وأمير نوشاتيل

في عام 1799، بعد عامٍ واحدٍ من اعتلائه العرش، أصدر الملك فريدريك وليم الثالث، بصفته الحاكم الأعلى للكنائس البروتستانتية (summus episcopus)، مرسومًا يقضي بإعداد أجندة طقسية موحدة (كتاب شعائر) لتُستخدم في تجمعات الكنائس اللوثرية والإصلاحية على حد سواء. وكان الملك، الذي اعتنق المذهب الإصلاحي، يعيش في زواج مختلط طائفيًا مع الملكة اللوثرية لويزا (1776-1810)، مما حال دون تناولهما العشاء الرباني معًا.
ولهذا الغرض، شُكلت لجنة لإعداد هذه الأجندة الموحدة، التي جاءت تتويجًا لجهود أسلافه في السعي إلى توحيد الكنيستين البروتستانتيتين في بروسيا وخلال عهدها السابق في ناخبية براندنبورغ. وقد مثل هذا المشروع خطوةً جريئة نحو تحقيق الانسجام بين الطوائف في إطارٍ يجمعها على أسس مشتركة، برغم ما بينها من اختلافات عميقة.
بعد هزيمة بروسيا على يد جيش نابليون في معركة يينا-أورستيد، شُرِعَ في إجراء إصلاحات جذرية لإدارة البلاد، كان من بينها إعادة هيكلة إدارة الكنائس البروتستانتية. ففي هذا السياق، أُلغيت الهياكل القيادية المستقلة لكل من الكنيسة اللوثرية، ممثلة بمجلسها الأعلى اللوثري (Lutherisches Oberkonsistorium) الذي كان قائمًا بين عامي 1750 و1808، والكنائس الإصلاحية، التي كانت تُدار من خلال المجلس الأعلى الفرنسي البروسي بالكامل (Französisch-Reformiertes Oberkonsistorium) (1701-1808)، والدليل الكنسي البروسي الألماني الإصلاحي (Reformiertes Kirchenbuch) (1713-1808).
وقد أُسندت المهام الإدارية لهذه الهيئات الثلاث إلى قسم العبادة والتعليم العام (Sektion für den Kultus und öffentlichen Unterricht)، الذي كان معنيًا أيضًا بإدارة شؤون الكنيسة الكاثوليكية والجماعات اليهودية، مما جعله قسمًا هامًا في وزارة الداخلية البروسية. وشكَّلت هذه الإصلاحات خطوةً بارزة نحو توحيد الهيكل الإداري الديني، وتعزيز سلطة الدولة على المؤسسات الدينية في إطار نظام أكثر مركزية وشمولية.
منذ عهد الإصلاح الديني، تمتعت الطائفتان البروتستانتيتان في براندنبورغ بحكوماتهما الكنسية الخاصة التي كانت خاضعة لسلطة الدولة، حيث اعتُبر التاج الحاكم الأعلى لهما. غير أن تطورات العصر وهيمنة الحكم المطلق آنذاك جعلت هذه الكنائس تُدار مباشرةً تحت إشراف البيروقراطية المدنية من خلال قسم وزاري متخصص، مما جسّد تحولًا من سلطة التاج الروحية إلى إدارة الدولة المركزية.
وفي عام 1808، برز الإصلاحي فريدريش شلايرماخر، راعي كنيسة الثالوث في برلين-فريدريششتات، ليطرح أفكارًا جريئة حول الإصلاح الدستوري للكنائس البروتستانتية. ولم يكتف بذلك، بل دعا إلى اتحاد بين الطائفتين، سعيًا لتحقيق الانسجام والتوحيد تحت مظلة مشتركة تجمع بين المختلفين في إطار رؤية جديدة تجمع بين الإيمان والتنظيم.
تحت سطوة الاستبداد المركزي وزمن الفتح النابليوني، وبعد أن دُحر نابليون الأول في عام 1815، نهضت بروسيا بإعادة تنظيم شؤونها الدينية، فأعرضت عن بعث الهياكل الطائفية القديمة، وأقامت نظامًا جديدًا يضم الطوائف كافة تحت لواء مجلس كنسي واحد لكل مقاطعة من مقاطعاتها العشر. لقد وحَّدت شؤون الكاثوليك واليهود واللوثريين والمينونيين والمورافيين والكالفينيين، في مظلة جامعة تعلو فوق الفرقة، ليكون الدين في طوع الدولة وفي ظل حكمها.
وفي عام 1814، رُدَّت إمارة نوشاتيل إلى آل هوهنزولرن، الذين حكموا الإمارة في اتحاد شخصي منذ عام 1707 حتى عام 1806. ثم في عام 1815، وافق فريدريك وليم الثالث على ضمها إلى الاتحاد السويسري، الذي كان حينها كونفدرالية غير مكتملة، لتغدو نوشاتيل كانتونًا من ذلك الاتحاد.
أما كنيسة نوشاتيل الكالفينية الإصلاحية (Église réformée évangélique du canton de Neuchâtel)، فقد بقيت حصنًا قائمًا بذاته، لا تخضع لسياسة الاتحاد البروسية. فمنذ أن أُنشئت عام 1540، في كنف البيت الأميري الكاثوليكي لأورليانز-لونجفيل، حافظت على استقلالها ولم تكن كنيسة دولة، بل أُسست لتكون مستقلة بمنأى عن هيمنة الحكام. ولم يكن فيها وجود لجماعة لوثرية، مما جعلها في معزل عن تلك الجهود التي بذلتها بروسيا لتوحيد الطوائف، فبقيت نوشاتيل شاهدًا على خصوصيتها الدينية وتاريخها المستقل في وجه عواصف التغيير.Reformed Church of Neuchâtel Canton [خطأ: تحقق من وسيط ورمز اللغة]
في عام 1817، وتحت لواء التغيير والسعي إلى الوحدة، فُصل قسم العبادة والتعليم العام ليغدو وزارة الشؤون الروحية والتعليمية والطبية البروسية (preußisches ministerium der geistlichen, unterrichts- und medizinalangelegenheiten)، والتي عُرفت بـ وزارة العبادة (Kultusministerium). وقد وُلي أمرها كارل فوم شتاين زوم ألتنشتاين، فكانت مظلةً جمعت شؤون الكنائس الإصلاحية واللوثرية في إدارة واحدة، وأُلبست العبادة حُلةً موحدةً، رمزًا للتآلف والتقارب بين الطوائف.
وفي السابع والعشرين من سبتمبر، أعلن الملك فريدريك وليم الثالث، عبر نص خطَّه Rulemann Friedrich Eylert، اتحاد محكمة بوتسدام الإصلاحية وجماعة الحامية اللوثرية، اللتين اجتمعتا في كنيسة الحامية الكالفينية، لتصبحا جماعة مسيحية إنجيلية واحدة، تُعلن وحدتها في يوم الإصلاح، ذكرى مرور ثلاثمائة عام على الإصلاح البروتستانتي.
وفي الليلة السابقة لهذا اليوم المشهود، اجتمع اللوثريون والإصلاحيون في كنيسة القديس نيكولاس اللوثرية في برلين، يتناولون العشاء الرباني معًا، في مشهدٍ جسّد وحدة الصفّ والروح. ثم في السابع من نوفمبر، أعرب الملك عن رغبته أن تحذو الجماعات البروتستانتية في أرجاء بروسيا حذو هذه الوحدة، فتُصبح جماعات اتحادية، دون أن يُفرض عليها ذلك قسرًا، مراعاةً لحرمة العقيدة وكرامة الطوائف.
وكانت جماعات أخرى قد سبقتهم إلى هذا المسعى، كاللوثريين في ناساو-ساربروكن والكالفينيين في منطقة سار الجنوبية، حيث أقاموا اتحادًا إداريًا في الرابع والعشرين من أكتوبر، عُرف بـ اتحاد ساربروكن (Saarbrücker Union).
وهكذا، مضت الجماعات اللوثرية والإصلاحية في سبيل الاتحاد، منهم من التحم في إطارٍ واحد، ومنهم من آثر البقاء على طائفته الأولى، فجاء هذا الاتحاد صورةً مشرقةً لتآلفٍ طوعي.

### نزاعات حول الاتحاد
في سنة 1821، اجتمعت الطوائف البروتستانتية في بروسيا تحت مظلة إدارية جديدة، واتخذت لها اسمًا جامعًا هو "الكنيسة الإنجيلية في الأراضي الملكية البروسية" (Evangelische Kirche in den Königlich-Preußischen Landen). وفي موسم الميلاد من العام نفسه، أُعدَّ كتاب شعائر موحد كان ثمرةَ اجتهادٍ طويل بذله الملك فريدريك وليم الثالث، بمساعدة لجنة خاصة أنشأها منذ عام 1798.
غير أن هذا الكتاب لم يكن موضع ترحيب من كثير من اللوثريين، إذ رأوا فيه مساسًا بصياغة كلمات التأسيس التي تُعدّ جوهر العقيدة، حتى بدا لهم أن حضور المسيح الحقيقي في العشاء الرباني قد جُرّد من قوته المعهودة. ولم يقتصر الأمر على ذلك، بل إن تدخل السلطة المدنية في شؤون الكنيسة أُعتبر انتهاكًا لحرية العبادة، ذكّرهم بأيام تسلط البابوية على شؤون الإيمان.
وفي سنة 1822، صدر أمر باستخدام الأجندة الجديدة في كل التجمعات البروتستانتية، مما أثار سخط العديد من القساوسة اللوثريين الذين رفضوا هذا الإلزام. ومع ذلك، فإن عددًا كبيرًا من التجمعات، بلغ 5,343 من أصل 7,782، قد تبنّى الأجندة بحلول عام 1825.
وفي هذا السياق، ظهر دانيال أماديوس نياندَر، الذي انضم إلى رعايا بروسيا بعد ضم أراضي ساكسونية عام 1816. وقد أصبح عونًا للملك في تطبيق الأجندة داخل التجمعات اللوثرية، فرفعه إلى مقام رئيس كنيسة القديس بطرس في برلين عام 1823، وهو المنصب الأرفع في الكنيسة، وجعله عضوًا في المجلس الكنسي الأعلى (Oberkonsistorialrat)، ومستشارًا مقربًا، ومرجعًا لدى الوزير شتاين زوم ألتنشتاين.
وفي عام 1818، انعقدت ستة عشر سينودسًا إقليميًا – وهي بمنزلة مجالس كنسية تُعنى بالشورى لا بالإدارة – لبحث شؤون الكنيسة، غير أن نتائج هذه الاجتماعات لم ترقَ إلى تطلعات الملك ووزيره، لا سيما بعد رفض سينودس مارك الإقليمي لفكرة مشاركة الرعية في إدارة الكنيسة. من هنا، رجّح الملك كفة التنظيم الهرمي، فأعاد تفعيل منصب المشرفين العامين، الذي كان قائمًا في بعض المقاطعات من قبل.
وهكذا، سعى الملك إلى فرض نظام يجمع شتات الطوائف تحت لواء واحد، يعزز الوحدة والتنظيم، وإن كان ذلك على حساب الخصوصية التي كانت يومًا صلب الروح البروتستانتية، فكان مسعاه هذا صفحةً جديدة في سجل التوازن بين سلطة الملك وحرية العقيدة. وفي وقت عيد الميلاد من نفس العام، تم وضع جدول أعمال طقسي مشترك، نتيجة لقدر كبير من العمل الشخصي الذي قام به فريدريك ويليام، وكذلك من خلال اللجنة التي عينها في عام 1798. لم يتم استقبال جدول الأعمال بشكل جيد من قبل العديد من اللوثريين، حيث تم اعتباره بمثابة تسوية لصياغة كلمات المؤسسة إلى الحد الذي لم يتم فيه الإعلان عن الحضور الحقيقي . والأمر الأكثر أهمية هو أن الإكراه المتزايد من جانب السلطات المدنية على التدخل في شؤون الكنيسة كان يُنظر إليه باعتباره تهديدًا جديدًا للحرية البروتستانتية من النوع الذي لم نشهده منذ عهد البابوية.

### الانشقاق اللوثري القديم
وبحلول عام 1835، اشتد الضيق على الجماعات اللوثرية القديمة المعارضة، حتى غدت أعينها ترنو إلى الهجرة، ترى فيها مهربًا إلى أرض تُبسط فيها الحرية الدينية، بعد أن ضاق بها المقام تحت وطأة القيود المتزايدة. إلى الولايات المتحدة وأستراليا في السنوات التي سبقت عام 1840. وهناك، في أرض المهجر، أرسوا قواعد إيمانهم وأنشأوا ما عُرف لاحقًا باسم مجمع الكنيسة اللوثرية - ميسوري، الذي غدا ثاني أكبر طائفة لوثرية في الولايات المتحدة، والكنيسة اللوثرية في أستراليا,
وفي عام 1840، حين توفي الملك فريدريك وليم الثالث، تسلّم الملك فريدريك وليم الرابع زمام الحكم، فاستهل عهده ببسط العفو وإطلاق سراح القساوسة الذين كانوا في أغلال السجون، وأباح للمخالفين من الجماعات المعارضة أن يُنشئوا منظماتهم الدينية في حرية وأمان.
وفي عام 1841، اجتمع اللوثريون القدامى، الذين بقوا ثابتين في أرض بروسيا رغم المحن، في مجمع عام بمدينة بريسلاو، وأسسوا الكنيسة الإنجيلية اللوثرية في بروسيا، التي توحدت فيما بعد، في عام 1972، مع هيئات لوثرية أخرى من ولايات ألمانية مختلفة، لتُصبح ما يُعرف اليوم بـ الكنيسة الإنجيلية اللوثرية المستقلة (SELK).
وفي الثالث والعشرين من يوليو عام 1845، اعترفت الحكومة الملكية بشرعية الكنيسة الإنجيلية اللوثرية في بروسيا، وأقرّت جماعاتها ككيانات قانونية ذات استقلالية. وفي العام ذاته، ارتقت الكنيسة الإنجيلية في الأراضي الملكية البروسية بمكانتها، فأعلنت نفسها الكنيسة الإنجيلية للدولة البروسية، لتؤكد أنها الحاضنة الدينية للدولة، في ظل نظام يجمع بين وحدة الدين وسلطة الحاكم.

### الكنائس البروتستانتية في المقاطعات الجديدة في بروسيا
في عام 1850، امتدت يد بروسيا لتضم الإماراتين الكاثوليكيتين هوهنزولرن-هيتشينجن وهوهنزولرن-زيجمارينجن، اللتين كانتا تحت حكم فروع أميرية من آل هوهنزولرن الكاثوليك، فصارتا مقاطعة هوهنزولرن. ورغم خلو تلك الأرض من البروتستانت، نهضت الكنيسة البروتستانتية في برلين، فأقامت الهياكل، وأسست في عام 1874 ثلاث جماعات، زاد عددها لاحقًا إلى خمس، ثم نُظمت في عام 1889 عمادةً مستقلة تخضع لإدارة المجلس الأعلى للكنيسة الإنجيلية، كما تُدار جماعات المغتربين في أقاصي البلاد.
وفي مطلع عام 1899، أُدمجت تلك الجماعات في كيان كنيسة الدولة البروسية، ولم تُنشأ لها مقاطعة كنسية منفصلة، بل بقيت تحت إشراف عمادة راينلاند، تُسيّر شؤونها في ظل هذا النظام.
وفي عام 1866، بسطت بروسيا سلطانها على مملكة هانوفر، ومدينة فرانكفورت الحرة، وولاية هيسن، ودوقية ناساو التي أُلحقت بمقاطعة هيسن-ناساو، ودوقيتَي شليسفيج وهولشتاين اللتين أصبحتا مقاطعة شليسفيج-هولشتاين. وكانت تلك الأراضي ذات أغلبية لوثرية، مع أقلية كالفينية لم تندمج معها.
وأمام خلافات اللوثريين القدامى في بروسيا القديمة، أحجمت الحكومة البروسية عن فرض الاتحاد البروسي على الكنائس في هذه الأراضي الملحقة، تجنبًا لتعميق الخلاف بين الأغلبية اللوثرية وهويتهم البروسية الجديدة، ولم تشأ أن تُثقل كاهل المصالحة السياسية بالنزاع الديني، فآثرت الحكمة في جمع الشتات وإقامة التوازن بين الدين والسياسة في أرجاء مملكتها.
 وهكذا أبت المنظمات البروتستانتية في الأراضي الملحقة إلا أن تحافظ على دساتيرها السابقة، صائنةً موروثها القديم، أو أن تنشئ هياكل لوثرية أو كالفينية جديدة.

### التزام الكنيسة الخارجي

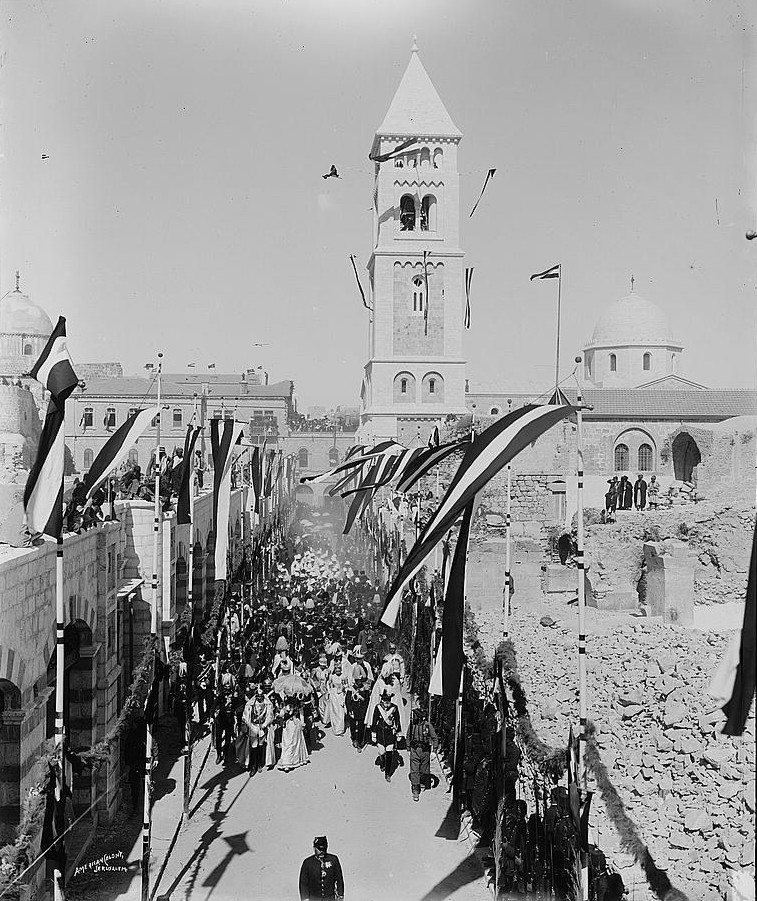
الملك ويليام الثاني ملك بروسيا ، الحاكم الأعلى للكنيسة الإنجيلية في مقاطعات بروسيا القديمة ، والملكة أوغستا فيكتوريا بعد افتتاح الكنيسة الإنجيلية للمخلص في القدس (يوم الإصلاح ، 31 أكتوبر 1898).

بتحريض من فريدريك ويليام الرابع، أسست الكنيسة الأنجليكانية في إنجلترا والكنيسة الإنجيلية في الأراضي الملكية البروسية الأسقفية الأنجليكانية الإنجيلية في القدس (1841-1886). وقد قام أساقفتها ورجال الدين بالتبشير في الأراضي المقدسة بين السكان الأصليين غير المسلمين والمهاجرين الألمان، مثل فرسان الهيكل . لكن الكالفينيين والإنجيليين واللوثريين المغتربين في الأراضي المقدسة من ألمانيا وسويسرا انضموا أيضًا إلى الجماعات الناطقة باللغة الألمانية.

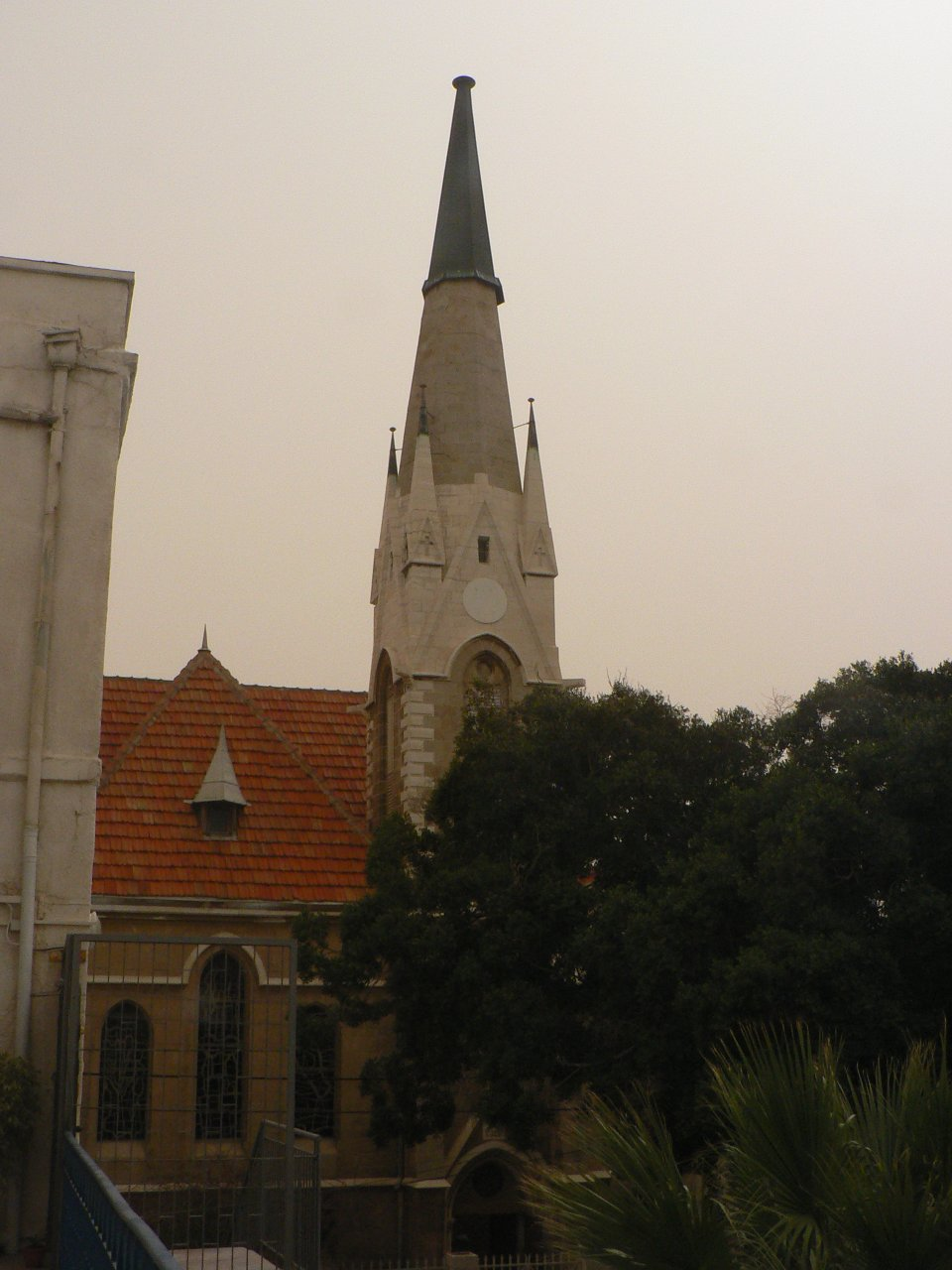
كنيسة عمانوئيل (تل أبيب-يافا)تقع في شارع بر هوفمان رقم 15 (Rechov Beer-Hofmann # 15)

وقد نشأت عدة تجمعات باللغة العربية أو الألمانية في بيت جالا (بالعربية)، وبيت ساحور (بالعربية)، وبيت لحم يهودا (بالعربية)، والمستعمرة الألمانية (حيفا) (بالألمانية)، والمستعمرة الأمريكية (يافا) (بالألمانية)، والقدس (بالعربية)، والناصرة (بالعربية)، وفالدهايم (بالألمانية).
وبمساعدة مالية من بروسيا والولايات الألمانية الأخرى، Association of Jerusalem [خطأ: تحقق من وسيط ورمز اللغة] ، Evangelical Association for the Construction of Churches [خطأ: تحقق من وسيط ورمز اللغة] ، وآخرون، تم بناء عدد من الكنائس والمباني الأخرى. ولكن كانت هناك أيضًا جماعات من المهاجرين والوافدين في مناطق أخرى من الإمبراطورية العثمانية (2)، وكذلك في الأرجنتين (3)، والبرازيل (10)، وبلغاريا (1)، وتشيلي (3)، ومصر (2)، وإيطاليا (2)، وهولندا (2)، والبرتغال (1)، ورومانيا (8)، وصربيا (1)، وإسبانيا (1)، وسويسرا (1)، والمملكة المتحدة (5)، وأوروغواي (1) وكانت وزارة الخارجية في المجلس الأعلى للكنيسة الإنجيلية (انظر أدناه) مسؤولة عن رعايتهم.

### هياكل وهيئاتالكنيسة الإنجيلية الحكومية في بروسيا
ظلت الكنيسة الإنجيلية الحكومية في بروسيا مواكبة للتغييرات وتمت إعادة تسميتها في عام 1875 باسم الكنيسة الإنجيلية الحكومية في المقاطعات القديمة في بروسيا ( الألمانية: Evangelische Landeskirche der älteren Provinzen Preußens ). كانت هيئاتها المركزية هي المجلس الأعلى للكنيسة الإنجيلية التنفيذية ( الألمانية: Evangelischer Oberkirchenrat ، EOK،  تأسست في عام 1850، وأعيدت تسميتها بمستشارية الكنيسة في عام 1951)، ومقرها في Jebensstraße # 3 (برلين، 1912-2003  ) والمجمع التشريعي العام ( الألمانية: Generalsynode ).
انعقد المجمع العام لأول مرة في يونيو 1846، برئاسة دانييل نياندر، وتألف من ممثلين عن رجال الدين، وأبناء الرعية، وأعضاء رشحهم الملك. توصل المجمع العام إلى اتفاق بشأن التعليم والرسامة، لكن الملك لم يؤيد أيًا من قراراته. بعد عام 1876، ضم المجمع العام 200 مجمع، 50 من أبناء الرعية العلمانيين، و50 قسًا، و50 نائبًا من هيئات التدريس الجامعية اللاهوتية البروتستانتية كأعضاء بحكم مناصبهم، و50 مجمعًا معينًا من قبل الملك.

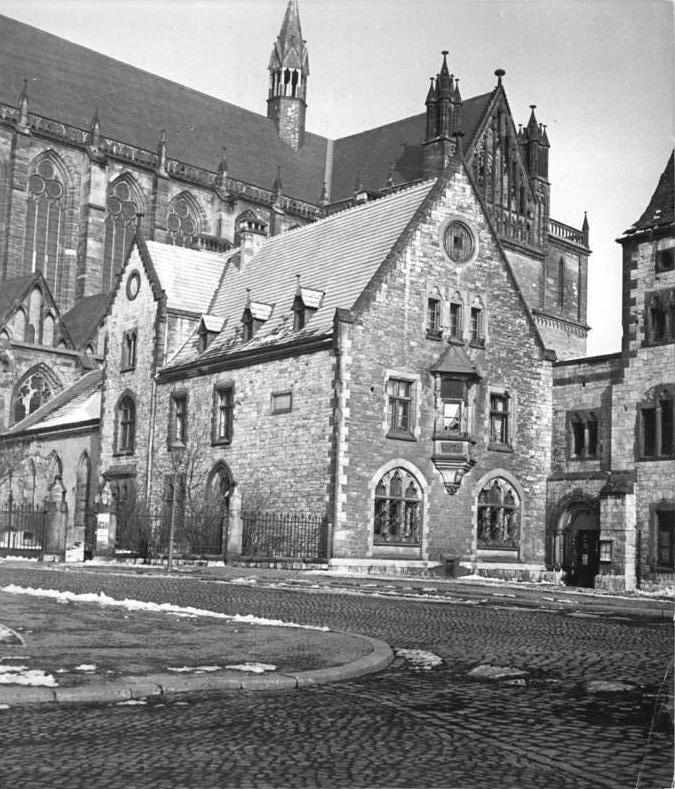
المجلس الإقليمي لساكسونيا ، وفي الخلفية كاتدرائية ماغديبورغ.

كانت الكنيسة الإنجيلية الحكومية في المقاطعات القديمة لبروسيا مشيدةً على أركانٍ من التنظيم المحكم، حيث قسمت شؤونها إلى مقاطعات كنسية تنتظم تحت لواء المقاطعات السياسية التسع التي كانت قائمة قبل عام 1866. من بين تلك المقاطعات: بروسيا الشرقية، وبرلين التي استقلت بوصفها وحدة إدارية عام 1881، وبراندنبورغ، وبوميرانيا، وبوزنان، والراين، وهوهنزولرن التي أُلحقت عام 1899، وساكسونيا، وسيليزيا، وويستفاليا، وبروسيا الغربية.
ولكل مقاطعة كنسية مجمع إقليمي يجتمع فيه أبناء الرعية ورجال الدين، وتشرف عليه مجالس يقودها مشرفون عامون، كانوا يتناوبون سنويًا على قيادة المجالس في المقاطعات الكبرى. وكانت بعض المقاطعات، مثل بوميرانيا وسيليزيا، تُقسم إلى اثنتين، بينما احتوت ساكسونيا ومارش براندنبورغ على ثلاث مقاطعات فرعية، زاد عددها إلى أربع في الفترات ما بين عامي 1911 و1933.
أما المقاطعتان الغربيتان، راينلاند وويستفاليا، فقد حظيتا بإرث كالفيني عريق، إذ شملتا أراضي دوقيات بيرج، وكليف، وجولييه، ومقاطعات مارك، وتيكلينبورج، وسيجرلاند، وإمارة فيتجنشتاين، التي توارثت تقاليد الكالفينية الراسخة.
وفي عام 1835، أُقرت دساتير الكنيسة الإقليمية، التي أرست قواعد تنظيمية تُلزم كل مقاطعة بوجود مشرف عام ومجالس مشيخية منتخبة من الكهنة، لتسيير شؤون الدين وإحكام النظام.
لم تُطل ديمقراطية أبناء الرعية إلى المقاطعات البروسية الأخرى إلا في عام 1874، حينما بلغ أوتو فون بسمارك ولايته الثانية رئيسًا لوزراء بروسيا (1873-1890)، مستندًا إلى دعم الليبراليين الوطنيين في مجلس النواب البروسي. وفي ظل هذا الدعم، تقدم أدالبرت فالك، وزير التعليم والشؤون الدينية، بمشروع قانون عظيم الأثر، وسّع به دستور الكنيسة المشيخية والكنائس الراينية والوستفالية ليشمل جميع الكنائس الإنجيلية في بروسيا، مؤسسًا وحدةً تنظيمية جديدة جمعت الشتات تحت لواء واحد.
غير أنَّ المصطلحات والهياكل التنظيمية كانت تختلف بين المناطق. ففي الراينلاند ووستفاليا، عُرفت هيئة المشيخة بمسمّى خاص، وكان من أعضائها قساوسة، أما في المقاطعات الأخرى، فكان يطلق على مجالسها Gemeindekirchenrat (مجلس الجماعة)، وأعضاؤها يُعرفون بـ Älteste (شيوخ)، وهو اختلاف يعكس التقاليد المتباينة التي اجتمعت تحت مظلة واحدة.
وعلى هذا المسرح، تقابلت التقاليد الاستبدادية والتقاليد الليبرالية الحديثة في صراع حيوي. فقام المصلون الملتزمون بتشكيل أحزاب مسيحية رشّحت مرشحين لانتخابات مجالس المشيخة والمجامع العامة، سواء على المستوى الإقليمي أو الكنسي. ومن بين هذه الأحزاب، برزت الأحزاب الكيرشنالية، التي كانت تُناصر التقاليد اللوثرية. وعلى الرغم من خضوعها لعملية توحيد الطوائف بعد عام 1817، إلا أنها بقيت مناوئة للاتحاد البروسي، حاملةً راية اللوتريانية الجديدة، ومعارضة بشدة التيار الليبرالي المعروف بـ Kulturprotestantismus، الذي دعا إلى التوفيق بين الإيمان والمعرفة الحديثة، كما روّج له الاتحاد البروتستانتي الألماني.
وعلى الضفة الأخرى، ظهر حزب الكنيسة الشعبية الإنجيلية (Volkskirchlich-Evangelische Vereinigung - VEV)، المعروف بـ الحزب الأوسط. هذا الحزب المناهض لليبرالية دعم الاتحاد البروسي بشدة، وانتقد النقد الأعلى في العلوم الكتابية، لكنه في الوقت ذاته تمسك بحرية البحث العلمي في اللاهوت.
وكان فيلهلم كاهل، أستاذ القانون البارز وعضو المجمع العام (1891-1915)، قائدًا لهذا الحزب، حيث قدم إسهامات جليلة في صياغة دستور فايمار، لا سيما فيما يخص العلاقة بين الكنيسة والدولة. وهكذا، خطّ كاهل وآخرون من رفاقه سطرًا جديدًا في تاريخ التوازن بين الدين والسياسة، جامعًا بين احترام العقيدة وحرية الفكر، في عصر تموج فيه الأمواج بين التقليد والحداثة.
كان القطاع الاجتماعي المتنامي من العمال بين أبناء الرعية الإنجيلية في عزلة عن الكنيسة، التي غلب على شؤونها رجال البرجوازية والأرستقراطية، بينما بقي العمال بعيدين عن الانخراط فيها. وتشير دراسة أُجريت في أوائل عام 1924 إلى أن نسبة حضور أبناء الرعية لخدمات العبادة في 96 كنيسة بـبرلين وشارلوتنبورغ وشونبيرج لم تتجاوز 9% إلى 15% فقط.
وفي مناطق العمال المزدحمة، التي بلغ عدد أبناء الرعية فيها عشرات الآلاف، لم يكن يشهد الخدمات المنتظمة سوى مائة فرد أو أقل، في مشهد يعكس فتور العلاقة بين الكنيسة وهذه الطبقة الكادحة. وعلى الرغم من الجهود الكبيرة التي بذلها القيصر ويليام الثاني وزوجته أوغستا فيكتوريا من شليسفيج هولشتاين-سوندربورغ-أوغستنبورغ، اللذان ترأسا الجمعية الإنجيلية لبناء الكنائس، لتمويل بناء الكنائس في أحياء الفقراء وتشجيع مشاريع عملاقة لتشييدها في مناطق العمال، إلا أن تلك المساعي لم تنجح في استعادة عقول وقلوب هذه الفئة. ومع ذلك، نالت الملكة لقب كيرشن جوست، أي "أم الكنيسة".
غير أن كنيسة الدولة، وإن عجزت عن جذب العمال، لم تنكفئ عن رسالتها الخيرية، بل اشتد ساعدها في ميادين العطاء، عبر البعثة الداخلية والعمل الشماسي، حيث لعبت الشماسات دورًا محوريًا في تخفيف المعاناة ودعم المحتاجين.
ظهرت معاداة السامية الحديثة في سبعينيات القرن التاسع عشر، فاشتد الجدل حولها بين مؤيد ومعارض. وكان من أبرز أنصارها هاينريش ترايتشكه، الذي رفع لواءها، في حين وقف في وجهها بشجاعة ثيودور مومسن، ابن القس، الذي كُتب له أن ينال جائزة نوبل في الأدب لاحقًا. وقد لاقت هذه النزعة صدىً بين دعاة معاداة اليهودية البروتستانتية التقليدية، الذين تأثروا بأفكار الواعظ البروسي أدولف ستوكر، الذي حمل راية هذا الفكر في خطبه ووعظه.
غير أن عهد الملك ويليام الثاني حمل معه موقفًا حاسمًا، إذ عزل ستوكر في عام 1890، بعد أن تورط في التحريض السياسي من خلال حزبه الاجتماعي المسيحي، الذي تبنى معاداة السامية وروّج للوثنية الجديدة، ولم تخلُ سيرته من الفضائح الشخصية. وبذلك، كان عزل ستوكر بمثابة إعلانٍ واضح من الملك عن رفض توظيف الدين للتحريض وإثارة الفتن، وحفاظًا على مقام الأخلاق من عبث السياسة.
كان تداخل رجال الدين ومسؤولي الكنيسة البارزين مع النخب البروسية التقليدية باعثًا على تأييد الكنيسة الرسمية للحرب العالمية الأولى، حيث أُعلنت حربًا عادلة، وباركتها الكنيسة دعمًا وتسويغًا. ومع ذلك، برزت بين رجال الدين أقلية صادحة بالسلام، نمت رويدًا وسط الأغلبية المؤيدة. ومن أبرزهم هانز فرانكي، راعي كنيسة الصليب المقدس في برلين، ووالتر نيثاك ستان، من كنيسة ويليام الأول التذكارية في شارلوتنبورغ (التي صارت اليوم جزءًا من برلين)، وفريدريك سيغموند شولتز، من كنيسة الإنجيلية أوفيرستيهونغشيم في شارع فريدنستراس رقم 1، 60، برلين.
وقد أظهرت الكنيسة انخراطًا كاملًا في المجهود الحربي، حيث دعمت إصدار تسع سلاسل من سندات الحرب، وشاركت بمبلغ عظيم بلغ 41 مليون مارك ألماني (ℳ). وكان هذا الدعم شاهدًا على تحالف الكنيسة مع الدولة، ومشاركتها في حمل عبء الحرب، باعتبارها واجبًا قوميًّا وموقفًا أخلاقيًّا، رغم الأصوات القليلة التي ارتفعت تدعو إلى السلم وتناهض جلبة الحرب.

### التغييرات الإقليمية والدستورية بعد عام 1918
حين زالت شمس الملكية البروسية في عام 1918، طُويت صفحة الملك كـ الحاكم الأعلى للكنيسة الإنجيلية (supmus episcopus)، فانفصم عرى الرباط الذي كان يشدّ الدولة إلى الدين. وأقر دستور فايمار لعام 1919 فصلًا واضحًا بين الدين وشؤون الدولة، لتقف الكنيسة على أعتاب عهد جديد من الاستقلال والتنظيم الذاتي.
وفي التاسع والعشرين من سبتمبر عام 1922، أعادت الكنيسة الإنجيلية الحكومية في المقاطعات القديمة لبروسيا تشكيل ذاتها تحت دستور جديد، واتخذت اسمًا جديدًا هو الكنيسة الإنجيلية للاتحاد البروسي القديم (EKapU أو ApU). وهكذا، تخلت الكنيسة عن لقبها السابق كـ كنيسة دولة، وأصبحت طائفةً تمتد بين ست دول ذات سيادة، يحمل اسمها إشارة إلى الاتحاد الإيماني، لا إلى انتماء سياسي.
غير أن الحفاظ على وحدة الكنيسة بات مهمة شاقة، إذ عارضت بعض الدول الضامة استمرار الهيئات الكنسية داخل حدودها في اتحادها مع الكنيسة الألمانية.
ومع تبدّل خريطة الأرض عقب الحرب، أصبحت مقاطعة بوزنان الكنسية في أغلبها تحت الحكم البولندي، فيما استُبقيت أجزاء صغيرة من بروسيا الغربية. وأُلحقت منطقة كلايبيدا، الواقعة شرق بروسيا عبر نهر نيمن، بانتداب عصبة الأمم اعتبارًا من 10 يناير 1920. كذلك، قُسمت سيليزيا البروسية، فألحقت منطقة هلوتشين بـ تشيكوسلوفاكيا، وسيليزيا البولندية بـ بولندا.
وفي الغرب، استولت بلجيكا على أربع جماعات من المقاطعة الكنسية الراينية، بينما أصبحت جماعات أخرى جزءًا من منطقة سار الخاضعة لانتداب عصبة الأمم. وهكذا، توزعت الكنيسة بين دول متعددة، تعاني مشقة الحفاظ على وحدتها وسط تغيرات الحدود وتقلبات الزمان 
عندما أُلحقت منطقة هلوتشين بـ تشيكوسلوفاكيا في عام 1920، انضمت جماعتها الإنجيلية إلى الكنيسة الإنجيلية السيليزية، وفق اعتراف أوغسبورغ بسيليزيا التشيكية، لتُصبح جزءًا من كيان ديني جديد يعكس التحولات السياسية والجغرافية في ذلك الزمان.
وفي بولندا، أصدرت الحكومة أمرًا بتفكيك إقليم بوزنان الكنسي، الذي كان تابعًا للكنيسة الإنجيلية في بروسيا القديمة، مع الإبقاء على الجماعات التي ظلت داخل الحدود الألمانية. ومن رحم هذا التفكيك، نشأت الكنيسة الإنجيلية المتحدة في بولندا (United Evangelical Church in Poland – Ewangelicki Kościół Unijny w Polsce)، التي بقيت مستقلة عن الكنيسة الإنجيلية في اعتراف أوغسبورغ في بولندا حتى عام 1945.
غير أن اقتراب الجيش السوفييتي ألقى بظلاله الثقيلة، ففرّ معظم أتباع الكنيسة الإنجيلية المتحدة أو جُردوا من جنسيتهم بسبب لغتهم الأم الألمانية، ليتم طردهم قسرًا بين عامي 1945 و1950.
وضمت الكنيسة الإنجيلية المتحدة في بولندا في صفوفها الجماعات الإنجيلية في بوميريليا، التي تنازلت عنها ألمانيا لبولندا في فبراير 1920، وكانت في السابق جزءًا من المقاطعة الكنسية لبروسيا الغربية. كما شملت الجماعات الموجودة في سولداو و32 بلدية أخرى في بروسيا الشرقية، التي تنازلت عنها ألمانيا لبولندا في 10 يناير 1920، وكانت سابقًا تابعة لـ المقاطعة الكنسية لبروسيا الشرقية.
حين أُلحقت شمال وغرب مقاطعة بوزنان بالأراضي الألمانية وبقيت بمنأى عن سيطرة بولندا، انضمت الجماعات الإنجيلية فيها إلى نظيراتها الواقعة في أقصى غرب بروسيا الغربية، التي ظلت بدورها تحت الحكم الألماني. وهكذا، تأسست مقاطعة بوزنان-بروسيا الغربية الكنسية، لتجمع شتات تلك الجماعات تحت لواء واحد. أما الجماعات الواقعة في شرق بروسيا الغربية، فقد أُلحق أمرها بـ مقاطعة بروسيا الشرقية الكنسية في التاسع من مارس عام 1921.
وفي شرق سيليزيا العليا، التي أضحت جزءًا من بولندا عام 1922، تشكلت في السادس من يونيو عام 1923 الكنيسة الإنجيلية المتحدة في سيليزيا العليا البولندية (Unierte Evangelische Kirche in Polnisch Oberschlesien). وقد استمرت هذه الكنيسة جزءًا من النظام الكنسي البروسي القديم حتى انقضاء اتفاقية جنيف الألمانية-البولندية بشأن سيليزيا العليا في مايو 1937. ومع حلول عام 1945، واجهت الكنيسة مصيرًا مشابهًا لما حلّ بـ الكنيسة الإنجيلية المتحدة في بولندا، إذ فرّ معظم أتباعها أو طُردوا قسرًا بسبب لغتهم الألمانية.
وفي الأقاليم الشرقية البلجيكية، حيث يوبين ومالميدي ونو-موريسنيت وسانت فيث، التي انتقلت إلى السيادة البلجيكية، انفصلت الجماعات الإنجيلية عن الكنيسة الإنجيلية للاتحاد البروسي القديم في الأول من أكتوبر عام 1922. وبعد ذلك، انضمت هذه الجماعات بين عامي 1923 و1924 إلى اتحاد الكنائس البروتستانتية الإنجيلية في بلجيكا، الذي تحول لاحقًا إلى الكنيسة البروتستانتية المتحدة في بلجيكا، وما زالت هذه الجماعات قائمة حتى يومنا هذا.
أما الجماعات الواقعة ضمن أراضي مدينة دانزيج الحرة، التي كانت تتبع سابقًا بروسيا الغربية، فقد أنشأت اتحادًا كنسيًا إقليميًا خاصًا عُرف بـ اتحاد دانزيج الإقليمي الكنسي. ورغم استقلالية المدينة، فقد استمرت تلك الجماعات جزءًا من الكنيسة الإنجيلية للاتحاد البروسي القديم، إذ لم يمانع مجلس حكومة دانزيج بقاء الروابط الكنسية العابرة للحدود.
وفي منطقة كلايبيدا (ميميل)، التي خضعت لانتداب عصبة الأمم، بقيت الجماعات الإنجيلية متصلة بـ مقاطعة بروسيا الشرقية الكنسية. لكن بعد ضم المنطقة إلى ليتوانيا في عام 1923، واجهت الجماعات ظروفًا عصيبة. وفي عام 1925، أبرمت الكنيسة اتفاقًا مع الحكومة الليتوانية يضمن استمرار ارتباط هذه الجماعات بـ الكنيسة الإنجيلية للاتحاد البروسي القديم، مع منحها اتحادًا كنسيًا إقليميًا مستقلًا خاصًا بها.

### الدستور الكنسي لعام 1922
أرسى دستور عام 1922 نظمًا ديمقراطية عميقة تُتيح لأبناء الرعية المشاركة في إدارة شؤون الكنيسة. فقد انتخب أبناء الرعية مجالس كنسية محلية، التي بدورها اختارت ممثلين في مجالس العمادة. كما عقدت مجالس العمادة سينودات إقليمية لتحديد السياسات الكنسية والإشراف على الجماعات.
وعلى المستوى الإقليمي، انتخب أبناء الرعية مجالس الكنائس الإقليمية التي شكّلت الهيئات التشريعية، وانتُخب من أعضائها المجلس الحاكم لكل مقاطعة كنسية. أما السينودات الإقليمية، فكانت تنتخب أعضاء السينود العام، الهيئة التشريعية العليا للكنيسة، التي تفرز عنها مجلس الكنيسة، وهو الجسم الإداري الأعلى، برئاسة رئيس السينود.
كان هناك عدد من الجماعات تقع في تلك الأجزاء الشمالية والغربية من مقاطعة بوزنان ، والتي لم يتم ضمها إلى بولندا وبقيت مع ألمانيا. وقد اتحدوا مع تلك الجماعات في المنطقة الغربية من غرب بروسيا، التي ظلت مع ألمانيا، لتشكيل مقاطعة بوزنان-غرب بروسيا الكنسية الجديدة. انضمت الجماعات الموجودة في الجزء الشرقي من بروسيا الغربية، والتي بقيت مع ألمانيا ، إلى الإقليم الكنسي لبروسيا الشرقية في 9 مارس 1921.
تأسست الجماعات السبع عشرة في شرق سيليزيا العليا ، والتي تم التنازل عنها لبولندا في عام 1922، في 6 يونيو 1923 باعتبارها United Evangelical Church in Polish Upper Silesia [خطأ: تحقق من وسيط ورمز اللغة] ( الألمانية: Unierte Evangelische Kirche in Polnisch Oberschlesien , البولندية: Ewangelicki Kościół Unijny na polskim Górnym Śląsku ). شكلت الكنيسة مقاطعة كنسية بروسية قديمة حتى مايو 1937، عندما انتهت اتفاقية جنيف الألمانية البولندية بشأن سيليزيا العليا . وفي الفترة ما بين عامي 1945 و1948 تعرضت لنفس المصير الذي تعرضت له الكنيسة الإنجيلية المتحدة في بولندا . انفصلت الجماعات في أوبين ، ومالميدي ، ونوي مورسينت ، وسانت فيث ، الواقعة في كانتونات شرق بلجيكا الحالية، عن الكنيسة الإنجيلية للاتحاد البروسي القديم اعتبارًا من 1 أكتوبر 1922 وانضمت حتى عام 1923/1924 إلى اتحاد الكنائس الإنجيلية البروتستانتية في بلجيكا ، والتي تحولت فيما بعد إلى الكنيسة البروتستانتية المتحدة في بلجيكا . وما زالوا موجودين حتى يومنا هذا.

#### الهوية والتصور الذاتي في سنوات فايمار
عاشت الكنيسة الإنجيلية في عهد جمهورية فايمار في كنف تحولات جسيمة، تزلزلت فيها النفوس وتبدلت فيها الأحوال. ظل أغلب أبناء الرعية في اضطراب وقلق، ينظرون إلى الديمقراطية الناشئة بعين الريبة، فيما غلبت الجماعات القومية المحافظة على السينودات العامة. تنازعت التقاليد السلطوية والليبرالية والحديثية، واستمر في القلوب أثر الارتباط بالملوك السابقين، الذين كانوا الحكام الأعلى للكنيسة، كأن الماضي يأبى أن يُطوى.
وفي عام 1926، إذ نجحت الأحزاب اليسارية في الدعوة لاستفتاء يهدف إلى مصادرة ممتلكات الأسر الملكية دون تعويض، رفعت الكنيسة وصية الرب: "لا تسرق"، داعية أبناءها إلى الامتناع عن التصويت، فانقضى الاستفتاء دون بلوغ النصاب، وفشل مسعاه.

### فراغ الروح وغياب كنيسة الدولة
بعد أن انسلخت الكنيسة عن عباءة الدولة، حلَّ فراغ روحي كبير في النفوس. وفي هذا الظرف، كتب أوتو ديبيليوس، المشرف العام لمقاطعة مارش براندنبورغ، كتابه "قرن الكنيسة"، معلنًا أن القرن العشرين هو الزمان الذي أذن الرب فيه للكنيسة أن تتحرر من قيود الدولة، فتتفرغ لدورها الذي أراده الرب لها، مستقلةً عن عبء السياسة. ورأى ديبيليوس أن الكنيسة هي الحصن الأخير الذي يذود عن قيم المسيحية وثقافة الغرب، إذ لم تعد الدولة توفر للمجتمع قواعد أخلاقية ملزمة.
ولكن، مع هذه الدعوة، حمل ديبيليوس موقفًا معاديًا لليهود، فكتب في منشور موجه إلى القساوسة: "في كل مظاهر الانحلال الحضاري الحديث، يتصدر اليهود المشهد"، فجاءت كلماته انعكاسًا لما استقر في بعض الأوساط من مشاعر الإقصاء والتحيز.

### التراجع في الالتزام الكنسي
رغم الجهود المبذولة، فقد شهد الالتزام الكنسي انحسارًا. ففي برلين، التي ضمت أكثر من أربعة ملايين نسمة، كان عدد الناشطين في الكنيسة لا يتجاوز 80,000 من أبناء الرعية البالغ عددهم أكثر من ثلاثة ملايين. ومع ذلك، بقيت الطقوس الإنجيلية حاضرة في بعض المناسبات؛ فقد دُفن 70% من الموتى بطقوس إنجيلية، وعُمّد 90% من الأطفال المولودين لأسر إنجيلية، بينما اقتصرت حفلات الزفاف الإنجيلية على 40% فقط.
أما الانفصال عن الكنيسة، فقد بلغ ذروته بعد سقوط الملكية، حيث ارتفعت أعداد المنفصلين من 20,500 في عام 1913 إلى 163,819 في عام 1920. ومع ذلك، عوّضت الكنيسة هذه الخسائر بالمهاجرين والمواليد الجدد، رغم أن التراجع استمر بمعدلات أقل في أواخر العشرينيات.

### السياسة والأحزاب الكنسية
أمام هذه التغيرات، ظهرت أحزاب كنسية جديدة، مثل الرابطة المسيحية الاشتراكية الدينية التي أسسها الاشتراكيون في عام 1919. وردًا على هذه التسييسات، برزت القائمة الإنجيلية غير السياسية، بجانب أحزاب تقليدية مثل الحزب الأوسط وحركة الإصلاح الشابة. وفي عام 1932، أسس النازيون البروتستانت حركة الإيمان المسيحي الألماني، التي شاركت في انتخابات الكنيسة، وحصلت على نحو ثلث المقاعد.

### إعادة التنظيم الكنسي
في عام 1927، اجتمع السينود العام للكنيسة، وقرر الإبقاء على لقب المشرف العام بدلاً من تغييره إلى لقب أسقف. كما أقرّ السماح للنساء بشغل مناصب كنسية مثل الفيكار، وأُبرمت اتفاقية عام 1931 مع ولاية بروسيا الحرة، تُنظم العلاقة بين الكنيسة والدولة، وتمنح الكنيسة حق تعيين أساتذة اللاهوت البروتستانتي.

### الوحدة البروتستانتية وأسباب التعثر
بعد زوال كنائس الدولة مع سقوط الملكيات، برز التساؤل عن سبب عدم اندماج الكنائس البروتستانتية الألمانية في كيان واحد. ولكن هذا الاندماج ظل حلمًا مؤجلًا، بسبب الانقسامات المذهبية والتقاليد الإقليمية الراسخة. وفي عام 1922، تأسس الاتحاد الألماني للكنائس البروتستانتية، كاتحاد فضفاض يضم الكنائس المستقلة، على غرار الاتحاد السويسري للكنائس البروتستانتية.

### تحت الحكم النازي
في حقبة الرايخ الثالث، أصابت الكنيسة الإنجيلية للاتحاد البروسي القديم شروخ عميقة، وتسلل إليها التفرق والاضطراب. إذ استقبل معظم رجال الدين وممثلي الكنيسة وأبناء الرعية صعود النازية بقبولٍ وترحيب، وظنوا أن ما أقدمت عليه السلطات من إلغاءٍ للحقوق المدنية الأساسية، بأمر بول فون هيندنبورغ في 28 فبراير 1933، كان عدلًا أصاب من يستحقه.
وفي 20 مارس 1933، افتُتح أول معسكر اعتقال رسمي في داخاو، ليصبح شاهدًا على قسوة النظام وشراسته. وفي ذات الأثناء، كان نحو 150,000 شخص قد أُلقوا في الاعتقال العاجل، موزعين بين مئات المعسكرات الاعتقالية العشوائية التي عُرفت بـ"المعسكرات البرية". ومع نهاية العام، كانت هذه المعسكرات تُخلى تدريجيًا، ليُنقل نزلاؤها إلى ما يقرب من مئة معسكر رسمي جديد افتُتح تباعًا.
في يوم الحادي والعشرين من مارس عام 1933، اجتمع الرايخستاغ المنتخب حديثًا في كنيسة الحامية الإنجيلية في بوتسدام، في مناسبة أطلق عليها لاحقًا اسم يوم بوتسدام، حيث ألقى المشرف العام أوتو ديبيليوس خطبته. وفي حديث له مع الإذاعة الأمريكية، حاول ديبيليوس التقليل من أثر المقاطعة التي استهدفت المؤسسات المملوكة لليهود وللألمان ذوي الأصول اليهودية، على الرغم من وضوح التوجه العدائي في تلك الإجراءات. ولم يكتفِ بذلك، بل أعاد التأكيد في منشور أرسله إلى القساوسة بمناسبة عيد الفصح (16 أبريل 1933) على موقفه المعارض لليهود، مستخدمًا العبارات ذاتها التي استعملها في عام 1928.
وفي إطار مساعي حكومة الرايخ النازية لتوحيد الكنائس البروتستانتية الألمانية تحت قيادة مركزية، استعانت بحركة المسيحيين الألمان كوسيلة لتحقيق هذا الهدف. ففي الرابع والخامس من أبريل عام 1933، اجتمع ممثلو الحركة في برلين، وطالبوا بإقالة جميع أعضاء الهيئات الإدارية في الكنائس البروتستانتية البالغ عددها 28 كنيسة في ألمانيا. كما دعوا إلى دمج تلك الكنائس في كيان موحد يُسمى الكنيسة البروتستانتية الألمانية، تُدار وفق مبدأ القيادة المركزية النازية "الفوهرر برينتسيب" تحت قيادة أسقف الرايخ، مع إلغاء كافة أشكال المشاركة الديمقراطية لأبناء الرعية في المجالس والسينودات.
وأعلن المسيحيون الألمان عزمهم على تطهير البروتستانتية من كل ما يرتبط بالتراث اليهودي، معتبرين أن اليهودية ليست ديانة قابلة للتبني أو التخلي، بل فئة عرقية تُحدد بالوراثة. وعليه، عارضوا التبشير بين اليهود، ودعوا إلى تحويل البروتستانتية إلى دين ذي طابع بطولي مستوحى من الأساطير الجرمانية. ولم يتوقفوا عند هذا الحد، بل طالبوا بإلغاء العهد القديم.
وهكذا، اتخذت الكنيسة البروتستانتية منحى جديدًا، يحاول الموازنة بين الدين و خدمة الأجندة السياسية والثقافية للرايخ الجديد.
وفي عهد الرايخ الثالث، اتجهت حكومة ألمانيا إلى توحيد الكنائس البروتستانتية تحت لواء واحد، مستغلةً حركة المسيحيين الألمان كوسيلة لتحقيق هذا الغرض. وفي الرابع والخامس من أبريل عام 1933، اجتمع ممثلو هذه الحركة في برلين، وأعلنوا مطالبهم التي تمثلت في إقالة جميع أعضاء الهيئات التنفيذية للكنائس البروتستانتية الـ28، وإلغاء الهياكل الديمقراطية التي كانت تمنح الرعية حق المشاركة في المجالس والسينودات. كما دعوا إلى إنشاء كنيسة إنجيلية ألمانية موحدة تُدار وفق مبدأ القيادة المركزية النازية "الفوهرر برينتسيب"، بقيادة أسقف الرايخ (رايخزبشوف).
وجاءت مطالبهم أيضًا بتطهير البروتستانتية من كل صلة بالتراث اليهودي، معتبرين أن اليهودية ليست مجرد دين يُمكن تبنيه أو التخلي عنه، بل فئة عرقية يُحددها النسب.
وفي ظل هذا المشهد، تحرك قادة الكنائس البروتستانتية، الذين رأوا في تلك التحولات خطرًا على جوهر الإيمان. وفي 25 أبريل 1933، اجتمع ثلاثة من أبرز قادتهم: هيرمان كابلر، ممثل الكنيسة المتحدة، وأوغست ماراهنس، الأسقف الإقليمي للكنيسة اللوثرية في هانوفر، وهيرمان ألبرت هيسه، ممثل الكنيسة المصلحة. وكان هدفهم التفاوض على دستور موحد يجمع الكنائس البروتستانتية تحت كيان جديد يُحافظ على استقلاليتها وهويتها الروحية.
إلا أن الحكومة النازية سارعت بفرض ممثلها، لودفيغ مولر، ليكون جزءًا من المفاوضات، مما أدى إلى إدخال البعد السياسي في مشروع توحيد الكنيسة. وتم التخطيط لإلغاء اتحاد الكنائس البروتستانتية الألمانية والكنائس الـ28، واستبدالها بـ الكنيسة الإنجيلية الألمانية الموحدة (Deutsche Evangelische Kirche).

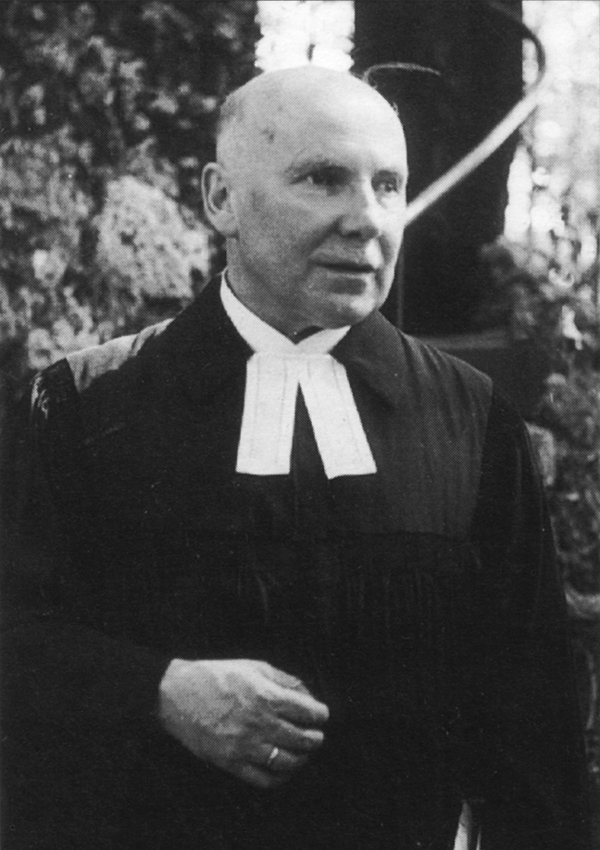
القس فريدريش فون بوديلشفينج الأصغر

في 27 مايو 1933، اجتمع ممثلو الهيئات الكنسية الثماني والعشرين في برلين، وضد تصويت الأقلية لصالح لودفيج مولر ، انتخبوا فريدريش فون بودلشفينغ ، رئيس مؤسسة بيت إيل وعضو الكنيسة الإنجيلية في الاتحاد البروسي القديم ، أسقف الرايخ، وهو لقب تم إنشاؤه حديثًا. لقد عارض المسيحيون الألمان هذه الانتخابات بشدة، لأن بودلشفينغ لم يكن من أنصارهم. وهكذا تدخل النازيون، الذين كانوا يخرقون القانون بشكل دائم، مستغلين الحكومة البروسية المبسطة، وأعلنوا أن الموظفين تجاوزوا سلطتهم.
في الحملة لإعادة انتخاب جميع القساوسة والمجمعات الكنسية في 23 يوليو، انحازت حكومة الرايخ النازي إلى المسيحيين الألمان . وتحت انطباع تحيز الحكومة، اتحدت القوائم الأخرى الموجودة من المرشحين المعارضين لتشكيل قائمة الكنيسة الإنجيلية . أمرت الجستابو (التي تأسست في 26 أبريل 1933) القائمة بتغيير اسمها واستبدال جميع الملصقات والمنشورات الانتخابية التي أصدرتها تحت الاسم المحظور. القس Wilhelm Harnisch (Pastor) [خطأ: تحقق من وسيط ورمز اللغة] ( Good Samaritan Church, Berlin [خطأ: تحقق من وسيط ورمز اللغة] ) استضاف القائمة المعارضة في مكتب المشردين في جماعته في Mirbachstraße # 24 (الآن Bänschstraße # 52).

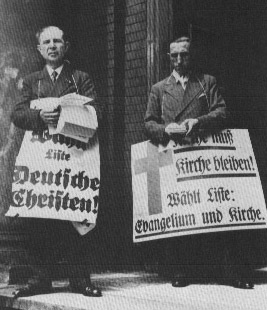
الحملة الانتخابية لانتخاب السينودسات والكهنة (23 يوليو 1933)

صادرت الجستابو المكتب والمطبعة هناك، من أجل منع إعادة الطباعة. وهكذا أصبحت القائمة التي أعيدت تسميتها إلى Gospel and Church [خطأ: تحقق من وسيط ورمز اللغة] ( الألمانية: Evangelium und Kirche )، لجأ إلى جمعية الصحافة الإنجيلية ( الألمانية: Evangelischer Preßverband )، برئاسة ديبيليوس وطبع ملصقات انتخابية جديدة في مقرها في Alte Jacobstraße # 129، برلين. في الليلة التي سبقت الانتخابات، ناشد هتلر عبر الراديو جميع البروتستانت التصويت للمرشحين المسيحيين الألمان ، بينما أعلن الحزب النازي أن جميع أعضائه البروتستانت ملزمون بالتصويت للمسيحيين الألمان .
وفي عهد الرايخ الثالث، شهدت الكنيسة الإنجيلية للاتحاد البروسي القديم تحولات كبرى، إذ سعت الدولة إلى توحيد صفوفها وإعادة هيكلتها بما يتماشى مع رؤى السلطة القائمة. واستجابة لدعوات النظام، أقبل البروتستانت على الانتخابات الكنسية عام 1933، التي شهدت هيمنة واسعة لحركة المسيحيين الألمان، إذ بلغ تأثيرهم 70–80% في المجالس الكنسية، بعد أن دعا أدولف هتلر أتباع الكنيسة إلى دعم مرشحيهم، مشددًا على التزامهم بمبادئ الوحدة الوطنية.
وفي إطار هذه التحولات، ظهرت الفقرة الآرية التي نصت على فصل العاملين في الكنيسة من ذوي الأصول اليهودية أو المرتبطين بعلاقات قرابة مع اليهود. وقد برر مؤيدوها هذا التوجه بأنه خطوة لتوحيد الكنيسة مع القوانين الوطنية السائدة، معتبرين ذلك ضرورة لترسيخ رؤية جديدة تُعبر عن روح العصر.
غير أن هذا الإجراء أثار جدلًا بين أوساط الكنيسة، حيث رأى بعض اللاهوتيين أن الفقرة تتعارض مع جوهر التعاليم المسيحية، التي تجعل المعمودية أساس الإيمان والمساواة بين المؤمنين، دون النظر إلى الأصل أو النسب. ومن هؤلاء رودولف بولتمان وهانز فون سودن.
وفي التنظيم الكنسي، جرى إلغاء الهياكل الديمقراطية التقليدية واستبدالها بنظام جديد، يقوم على سلطة الأساقفة الإقليميين، الذين أُنيطت بهم مهام القيادة وفق رؤية تركز على توحيد القرار وضبط الصفوف.

وفي خضم هذا التغير، كانت الأصوات المعارضة ترى أن هذا التحول يُهدد رسالة الكنيسة الروحية. وقد عبرت صحيفة بريسلاو المسيحية الأسبوعية عن هذا التناقض في رؤية رمزية نشرتها في أكتوبر 1933:
"وقف القس عند المذبح وقال:
‹يُطلب من غير الآريين مغادرة الكنيسة!›
فلم يتحرك أحد.
وكرر القول:
‹يُطلب من غير الآريين مغادرة الكنيسة!›
وساد السكون.
ثم نزل المسيح من على الصليب وغادر الكنيسة."

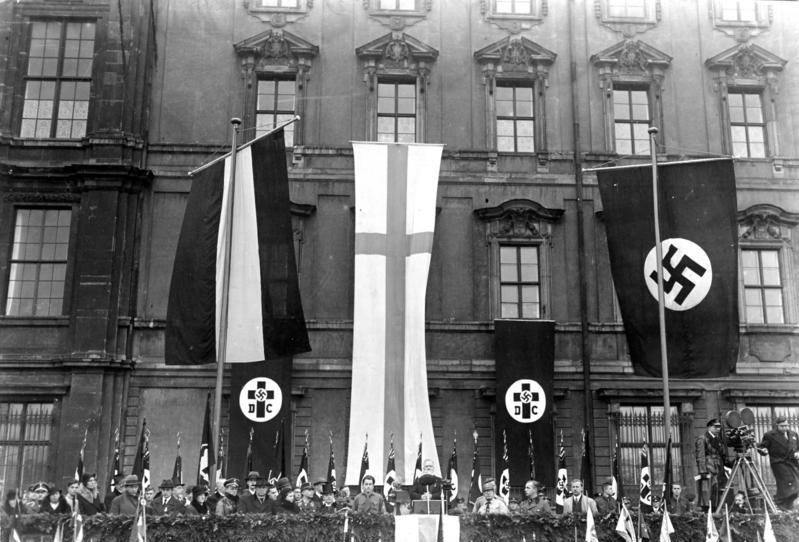
الأسقف الإقليمي يواكيم هوسنفيلدر يلقي كلمة بمناسبة يوم لوثر (19 نوفمبر 1933) أمام قصر مدينة برلين.

في 18 سبتمبر 1933 تم تعيين فيرنر رئيسًا للمجمع العام البروسي القديم، وبالتالي أصبح رئيسًا لمجلس شيوخ الكنيسة. في سبتمبر، عيّن لودفيج مولر يواكيم هوسنفيلدر ، زعيم المسيحيين الألمان ، أسقفًا إقليميًا لبراندنبورغ (استقال في نوفمبر بعد الضجة التي حدثت في قصر الرياضة، انظر أدناه)، بينما تم تعيين كارو، الذي كان في إجازة مؤقتة آنذاك، أسقفًا إقليميًا لبرلين. وهكذا كان الإقليم الكنسي في منطقة مارك براندنبورغ ، والذي كان يضم برلين، يضم أسقفين. وبما أن كارو لم يكن مسيحياً ألمانياً ، فقد استقال في أوائل عام 1934 احتجاجاً على لودفيج مولر.

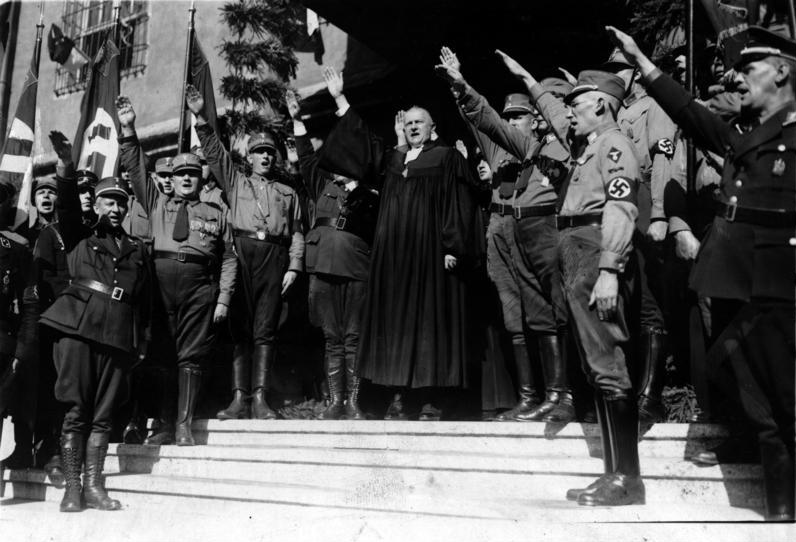
الأسقف البروسي القديم لودفيج مولر قبل أن يتم تعيينه أسقفًا للرايخ من قبل المجمع الوطني في فيتنبرغ.

في 27 سبتمبر انعقد أول مجمع وطني لعموم ألمانيا في مدينة فيتنبرغ ذات الرمزية العالية، حيث قام المصلح البروتستانتي مارتن لوثر بتثبيت الأطروحات الخمس والتسعين على باب الكنيسة في عام 1517. لم يتم انتخاب المجمعات من قبل أبناء الرعية، ولكن تم تفويض ثلثيها من قبل قادة الكنيسة، الذين يطلق عليهم الآن الأساقفة، من هيئات الكنيسة البروتستانتية الثماني والعشرين، بما في ذلك الكنائس الثلاث الكاملة، وكان الثلث الآخر مبعوثين من وزارة مولر الروحية .
في عهد الرايخ الثالث، دخلت الكنيسة الإنجيلية للاتحاد البروسي القديم في مرحلة حافلة بالتغيرات والصراعات الفكرية. اجتاحت محاولات الحكومة النازية لإعادة تشكيل الكنيسة بروح تتماشى مع رؤيتها السياسية والاجتماعية، وهو ما أفضى إلى انقسامات حادة بين رجال الدين وأبناء الرعية.

### تأسيس عهد الطوارئ للقساوسة
في 11 سبتمبر 1933، اجتمع نحو ستين قسيسًا في برلين بقيادة غيرهارد ياكوبي، لبحث ما اعتبروه خروجًا عن المبادئ المسيحية والإصلاحية في سياسات الكنيسة الجديدة. أُسس عهد الطوارئ للقساوسة (Pfarrernotbund) برئاسة القس مارتن نيومولر، ليكون منبرًا يعبر عن رفض السياسات التي اعتبروها انتهاكًا لجوهر العقيدة المسيحية. كان من أبرز هذه السياسات الفقرة الآرية، التي نصت على فصل العاملين في الكنيسة من ذوي الأصول اليهودية، والتي رآها المعارضون خرقًا للتعاليم المسيحية التي تجعل المعمودية الأساس الوحيد للإيمان، بغض النظر عن النسب أو الأصل.
بحلول نهاية سبتمبر 1933، انضم 2,036 قسيسًا إلى العهد، ليزداد العدد إلى 7,036 في العام التالي. ومع ذلك، انخفض هذا الرقم بعد عام 1935، نتيجة الضغوط السياسية، ليصل إلى 4,952 عضوًا، بينهم قساوسة متقاعدون ومرشحون جدد للكهنوت.

### محاولات الهيمنة على الكنيسة
في المقابل، سعت الحكومة النازية إلى فرض سيطرتها على الكنيسة من خلال حركة المسيحيين الألمان. وفي اجتماع السينود العام في مدينة فيتنبرغ بتاريخ 27 سبتمبر 1933، أُعلن عن تنصيب لودفيغ مولر كـ أسقف الرايخ، وهو ما منح القيادة الكنسية صلاحيات واسعة وفق مبدأ "الفوهرر برينتسيب"، الذي يركز السلطة في يد القائد. كما أُلغيت الانتخابات الحرة للسينودات، واستُبدلت بتعيينات مركزية يتحكم فيها الأساقفة.

### الجدل حول الفقرة الآرية
كان الفقرة الآرية محور الخلاف الأكبر، حيث اعتبرها المعارضون خيانة للمبادئ المسيحية التي تقوم على المساواة بين جميع المؤمنين. كتب اللاهوتيان رودولف بولتمان وهانز فون سودن في تقييمهما عام 1933 أن هذه الفقرة تناقض التعاليم البروتستانتية، التي تدعو إلى حرية الإيمان للجميع، وتجعل من جميع المعمدين إخوة لا يُفرق بينهم عرق أو نسب.
على الجانب الآخر، دافع مؤيدو الفقرة الآرية عن تطبيقها باعتبارها خطوة تواكب القوانين الوطنية، ووسيلة لتأكيد هوية الكنيسة الألمانية في ظل التحولات السياسية الكبرى.

### المعارضة ومقاومة التغيير
بدأت المعارضة تتبلور بشكل منظم، إذ انعقدت سينودات حرة في مناطق مثل بارمن والراين وفيستفاليا، حيث عبّر القساوسة المعارضون عن رفضهم لهذه السياسات، مؤكدين أن الكنيسة يجب أن تبقى مستقلة عن السياسة. كما دعا قادة المعارضة مثل كارل بارث وديتريش بونهوفر إلى الحفاظ على رسالة الكنيسة الأخلاقية والروحية، ودفعها لمواجهة الظلم الاجتماعي والسياسي.
في برلين، عقد أعضاء العهد اجتماعات دورية لمناقشة سبل المقاومة. ومع تصاعد الضغوط، لجأ بعض القساوسة إلى تزوير وثائق تثبت أصولًا "آرية" لبعض الأفراد، بهدف حمايتهم من الاضطهاد، وهو ما أثار جدلًا بين القساوسة حول شرعية هذه الممارسات.

### الانقسام الداخلي لحركة المسيحيين الألمان
رغم هيمنة المسيحيين الألمان في البداية، إلا أن خطاباتهم المتطرفة بدأت تُثير ردود فعل سلبية، حتى بين أنصارهم. في نوفمبر 1933، ألقى راينهولد كراوزه، أحد قادة الحركة، خطابًا في برلين، هاجم فيه العهد القديم واصفًا إياه بـ"أخلاق المكافآت اليهودية"، ودعا إلى تنقيح العهد الجديد من "اللاهوت اليهودي". أثار هذا الخطاب موجة من الاستياء، أدت إلى انشقاقات داخل الحركة، وانخفض نفوذها بشكل كبير في الأعوام اللاحقة.

### وجهة النظر القومية الألمانية
من منظور المسيحيين الألمان البروتستانت، بررت هذه السياسات بأنها ضرورة لتوحيد الأمة الألمانية تحت مظلة عقائدية متجانسة. واعتبرت الكنيسة، باعتبارها واحدة من أقدم المؤسسات الاجتماعية، منصة قوية لتعزيز الروح القومية. لذلك، دفعت حركة المسيحيين الألمان إلى تقليص تأثير التقاليد الدينية التي اعتُبرت معيقة للتماسك الوطني، مثل التعاليم المستمدة من العهد القديم، والتي ربطوها بالتراث اليهودي.
رأت القيادة النازية أن التركيز على الهوية العرقية داخل الكنيسة، عبر الفقرة الآرية، يحقق هدفين:
1. ترسيخ القيم القومية: من خلال تقديم الكنيسة كمؤسسة تُعبر عن النقاء العرقي والثقافي للأمة.
2. السيطرة على المجتمع: عبر إعادة تعريف الدين ليصبح أداة تخدم أهداف الدولة السياسية والاجتماعية.

تم قبول مثل هذه المجامع فقط، والتي "ستقف بلا هوادة في أي وقت من أجل الدولة الاشتراكية الوطنية" ( الألمانية: »jederzeit rückhaltlos für den nationalsozialistischen Staat eintritt" ). أقر المجمع الوطني تعيين مولر أسقفًا للرايخ. قررت مجمعات المجمع الوطني التنازل عن حقها في التشريع في شؤون الكنيسة، وأعطت وزارة مولر الروحية السلطة للتصرف كما يشاء. وعلاوة على ذلك، اغتصب المجمع الوطني السلطة في هيئات الكنيسة البروتستانتية الثماني والعشرين ومنح ما يسمى بالأساقفة الجدد في هيئات الكنيسة البروتستانتية الثماني والعشرين تفوقًا هرميًا على جميع رجال الدين والعلمانيين داخل منظمتهم الكنسية. ألغى المجمع الوطني الانتخابات المستقبلية لمجالس الكنائس البروتستانتية الثماني والعشرين. ومنذ ذلك الحين، كان لزامًا على السينودسات أن تحل محل ثلثي السينودسات المنتهية ولايتها عن طريق الاستقطاب، أما الثلث المتبقي فكان يتم تعيينه من قبل الأسقف المعني.
في أفق ألمانيا الملبّد بالتحولات الكبرى، وفي ظلّ غلبة السلطان وسطوته على النفوس والعقول، اشتعلت نيران الانقسام في ربوع الكنيسة الإنجيلية للاتحاد البروسي القديم، بين أنصارٍ رأوا في دعوات الدولة النازية لتوحيد الكنائس سبيلاً لحفظ وحدة الأمة، وآخرين وقفوا في وجه هذا التيار، مستمسكين بجذور العقيدة وأصولها، لا يزعزعهم سلطانٌ ولا يرهبهم علوُّ صوت.

### ميلاد الكنيسة المعترفة
في الأيام الأخيرة من مايو عام 1934، اجتمع جمعٌ من القساوسة والمؤمنين الصادقين في مدينة بارمن، إذ أعلنوا وثيقةً خالدة تُعرف بـ الإعلان اللاهوتي لبارمن. وفي هذا المجلس، صدح الصوت بأن البروتستانتية تقوم على الكتاب المقدس بعهديه القديم والجديد، لا على هوى سلطة ولا على موازين أهواء البشر. هكذا، بزغت الكنيسة المعترفة، مجسّدةً يقينًا راسخًا بأن الإيمان لا يُساوم ولا يُختزل في إطار سلطة أو حزب.
ما لبثت أن استحكمت يد السلطة وأغلقت أبواب الكنائس في وجه المعترفين، مانعةً إياهم من الدخول أو استخدام الممتلكات الكنسية. لكن في الريف الألماني، حيث بقيت جذوتهم مشتعلة، وجدت حركة المعترفين سندًا بين المزارعين والمتعبدين.

### إقامة البديل وبناء الموازي
لم يكن صمت المعترفين علامة يأس، فأقاموا هياكل موازية، مثل مجالس الإخوة، لتدير شؤون الرعايا بعيدًا عن سيطرة أنصار النازية. وأنشأوا معاهد تعليمية، منها معهد فينكنفالده الذي قاده اللاهوتي ديتريش بونهوفر. ورغم محاولات الغيستابو لإغلاق هذه المؤسسات، استمرت في العمل سرًا.

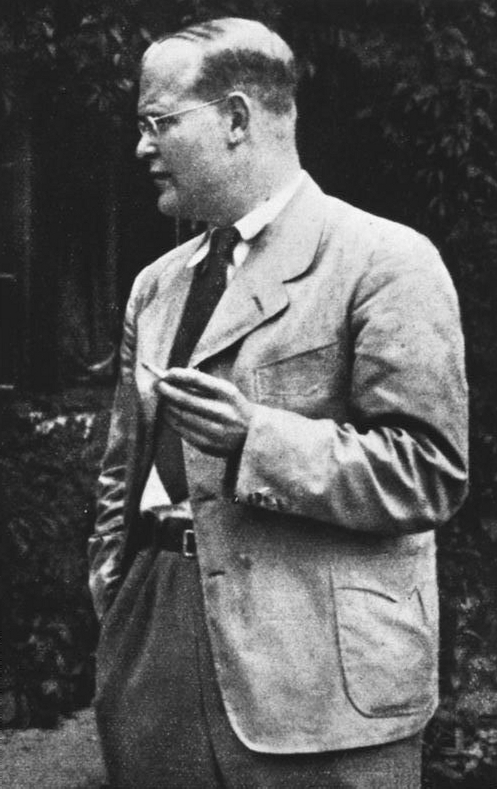
بونهوفر محاضر في معهد فينكينوالدي اللاهوتي، هنا في مقره الأخير في سيجوردسهوف، أغسطس 1939.

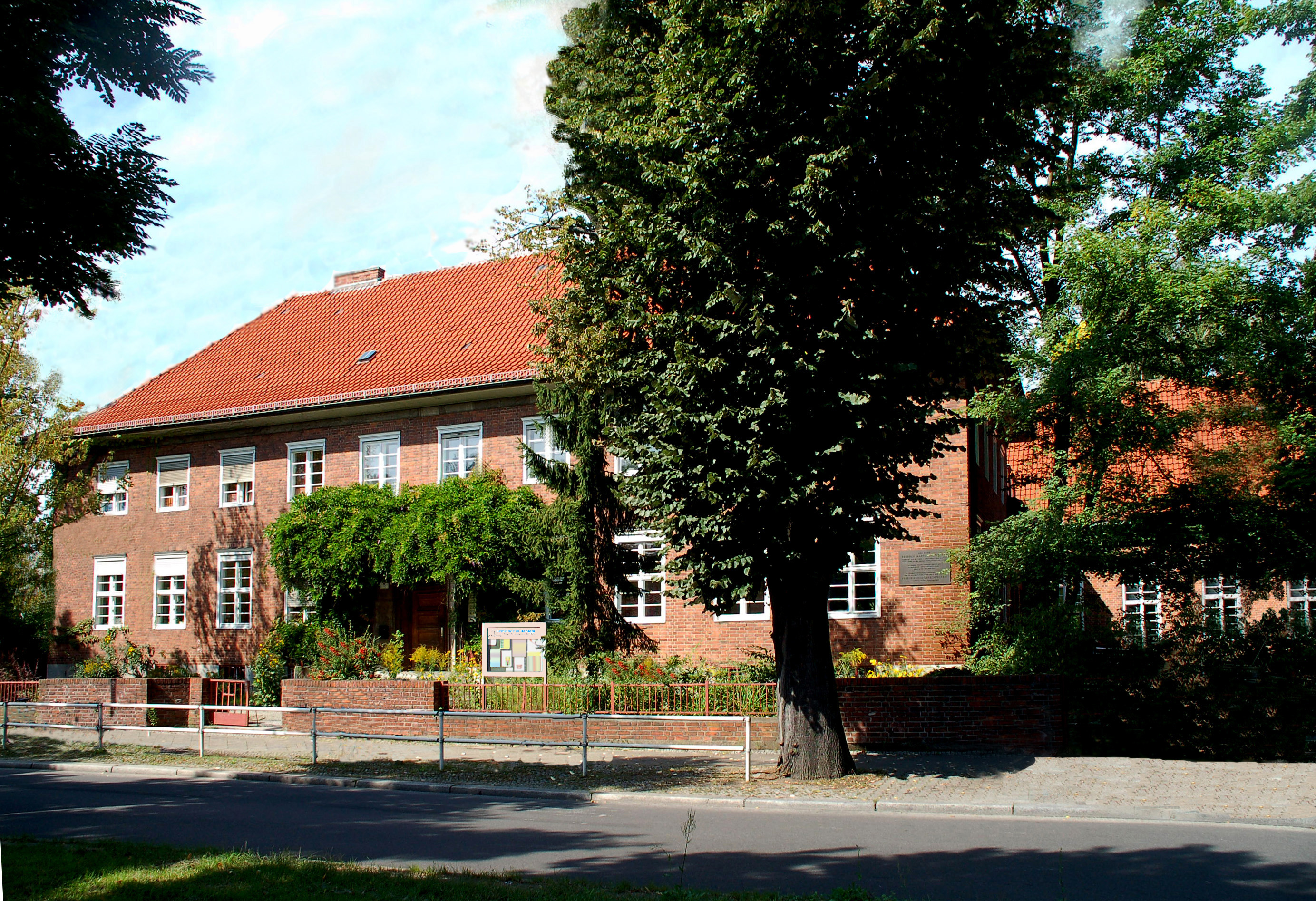
قاعة زمالة جماعة داهليم الإنجيلية، برلين

وفي برلين احتفل المسيحيون المعترفون بتأسيس كنيستهم بمناسبة يوم الإصلاح (31 أكتوبر/تشرين الأول 1934). منعهم الجستابو من إقامة أي احتفالات عامة، وبالتالي كان لا بد من إقامة الاحتفالات في غرف مغلقة مع الضيوف المدعوين فقط. كان على جميع المشاركين أن يحملوا ما يسمى بالبطاقة الحمراء ، والتي تشير إلى أنهم من أنصار الكنيسة المعترفة . ومع ذلك، اجتمع 30 ألف شخص في مراكز مؤتمرات مختلفة في المدينة، وكان من بينهم نيمولر، وبيتر بيترسن (ليشترفيلدي)، وأدولف كورتز (كنيسة الرسل الاثني عشر). - من بين أمور أخرى - ألقى خطابات. في 7 ديسمبر، منع الجستابو كنيسة الاعتراف من استئجار أي مكان، وذلك لمنع وقوع أحداث مستقبلية مثل هذه. وبعد ذلك قامت الحكومة النازية بمنع أي ذكر لمعركة كيرشنكامبف في أي من وسائل الإعلام.
تم إبلاغ هتلر بالإجراءات في داهليم ودعا زعماء الكنائس اللوثرية الثلاث السليمة ، ماراهرين، ومايزر، وورم. اعترف بهم كزعماء شرعيين، لكنه أعرب عن عدم قبوله لمجلس إخوة الرايخ . كان المقصود من هذا حشر الكنيسة المعترفة على غرار المسيحيين المعترفين المتشددون، حول نيمولر من داهليم، لذلك أطلق عليهم لقب الداهليميين ( الألمانية: Dahlemiten )، والكنائس اللوثرية الأكثر اعتدالاً والتي ظلت سليمة، والعديد من الموظفين ورجال الدين المعارضين في الكنائس المدمرة ، والتي لم يتم فصلها بعد.
في الوقت الحالي، توصل المسيحيون المعترفون إلى حل وسط وعينوا - في 22 نوفمبر – ما يسمى بالمدير التنفيذي الأول للكنيسة التمهيدية ( ( الألمانية: Vorläufige Leitung der Deutschen Evangelischen Kirche ، 1. VKL)، وتتكون من توماس بريت، وويلهلم فلور، وبول همبورغ، وكوش، وماراهيرنز. كان من المفترض أن تمثل السلطة التنفيذية مجلس إخوة الرايخ أمام الخارج فقط. ولكن سرعان ما أصبح بارث وهيس Karl Immanuel Immer ووجد نيمولر أن اللجنة التنفيذية التمهيدية الأولى للكنيسة كانت متهاونة للغاية، مما دفع هؤلاء الداهليميين إلى الاستقالة من مجلس إخوة الرايخ .
في حقبةٍ تجلّى فيها الصراع بين سلطان الإيمان وسطوة الدولة، أصدر الرايخ النازي قانونًا يحمل عنوانًا مواربًا، "قانون تشكيل الثروة داخل هيئات الكنيسة الإنجيلية"، في الحادي عشر من مارس عام 1935. وقد كان ظاهرُه التنظيم وباطنُه الاستيلاء، إذ قُيّد به كلُّ موردٍ مالي للكنيسة، وأُخضعت ميزانياتها وتحويلاتها لمقصلة الرقابة الحكومية. وشرطت الدولة أن لا تُسلَّم الرواتب إلا لمن تنصّبوا بموافقة سلطاتها، مما جعل القرار في يد من أرادوا طمس حرية الإيمان تحت عباءة القانون.
رغم هذا الخناق، أبت الكنيسة المعترفة أن تُحنى هامتها. ففي برلين، تولى فون أرنيم-كروخليندورف، وهو من رموز الكنيسة المعترفة، قيادة الشؤون المالية. كان الرجل حاذقًا، ملتفًّا على القوانين بما يُبقي جذوة المقاومة مشتعلة. أما في الأقاليم الأخرى، فقد كانت الأيدي النازية ثقيلة، مما دفع الكنيسة إلى إنشاء شبكة سرية من الحسابات الائتمانية، أشبه بما يختبئ في ظلال الليل، لتأمين رواتب من رفضت الدولة الاعتراف بهم.
وفي خضم هذه التحديات، رفض البروفيسور كارل بارث أداء القسم بالولاء لهتلر، متحديًا بذلك سلطان الأرض بسلاح المبدأ. فكان ثباته عنوانًا للشجاعة، رغم فصله من جامعة بون ورحيله إلى سويسرا، حيث واصل تعليم اللاهوت في جامعة بازل، متمسكًا بكلمة الحق، كمنارة في ظلام دامس.
لم تكتفِ الحكومة النازية بهذا، بل قطعت آخر الحبال التي تصل الكنيسة بالقضاء المستقل. ففي يونيو 1935، أُنشئ "مكتب اتخاذ القرارات في شؤون الكنيسة الإنجيلية"، وهو كيان أنيط به البتّ في قضايا الكنيسة، مانعًا المحاكم العادية من النظر فيها. بذلك، صارت الكنيسة المعترفة محاصرةً من كل جانب.

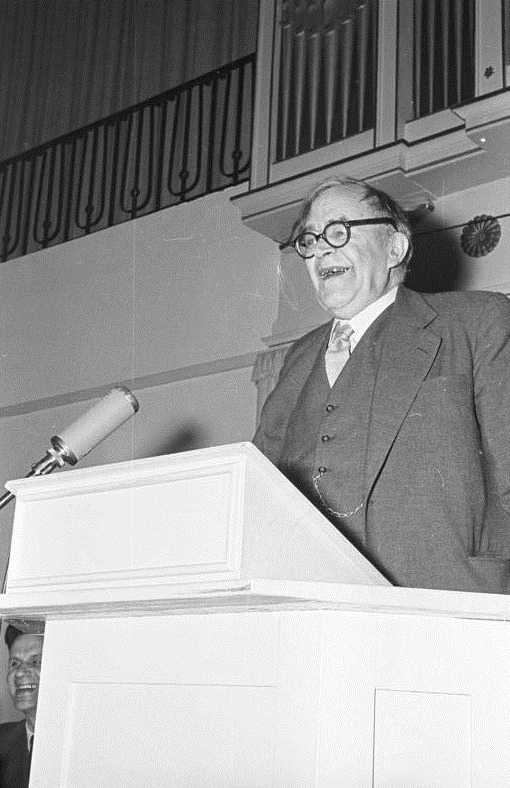
البروفيسور كارل بارث في فوبرتال (1 مارس 1958)

في الفترة من 4 إلى 6 يونيو 1935، وبعد أسبوعين من صدور قوانين نورمبرج ، انعقدت مجمعات الكنيسة المعترفة في أوغسبورغ لحضور مجمع الاعتراف الثالث للرايخ . تمكنت اللجنة التنفيذية الأولية للكنيسة من تسوية النزاعات بين الكنائس السليمة في بافاريا على يمين نهر الراين وفورتمبيرغ. لذلك عاد نيمولر وهيسه وإمير إلى مجلس أخوة الرايخ. تم فصل البروفيسور بارث من كرسيه في جامعة فريدريك ويليام في بون، بعد رفضه التوقيع على القسم الذي تم تقديمه حديثًا لجميع الأساتذة لهتلر، وعاد إلى سويسرا، حيث تم تعيينه أستاذًا في جامعة بازل . ولكن المجمعات لم تعتمد إعلانًا أعده المشرف ألبرتز، يدين قوانين نورمبرج . تم انتخاب وورم رئيسًا للكنيسة المعترفة .

#### استجابت حكومة الرايخ النازي للانقسام الذي شقّ صفوف الكنيسة
في 16 يوليو 1935، تم تعيين هانز كيرل وزيرًا للشؤون الكنسية للرايخ، وهو قسم تم إنشاؤه حديثًا. بدأ المفاوضات للتوصل إلى حل وسط. لذلك، تخلى عن المسيحيين الألمان المتطرفين وحاول كسب المسيحيين المعترفين المعتدلين والمحايدين المحترمين. في 24 سبتمبر 1935، صدر قانون جديد أعطى كيرل صلاحية التشريع عن طريق المراسيم داخل هيئات الكنيسة البروتستانتية، متجاوزًا بذلك أي استقلالية مجمعية.

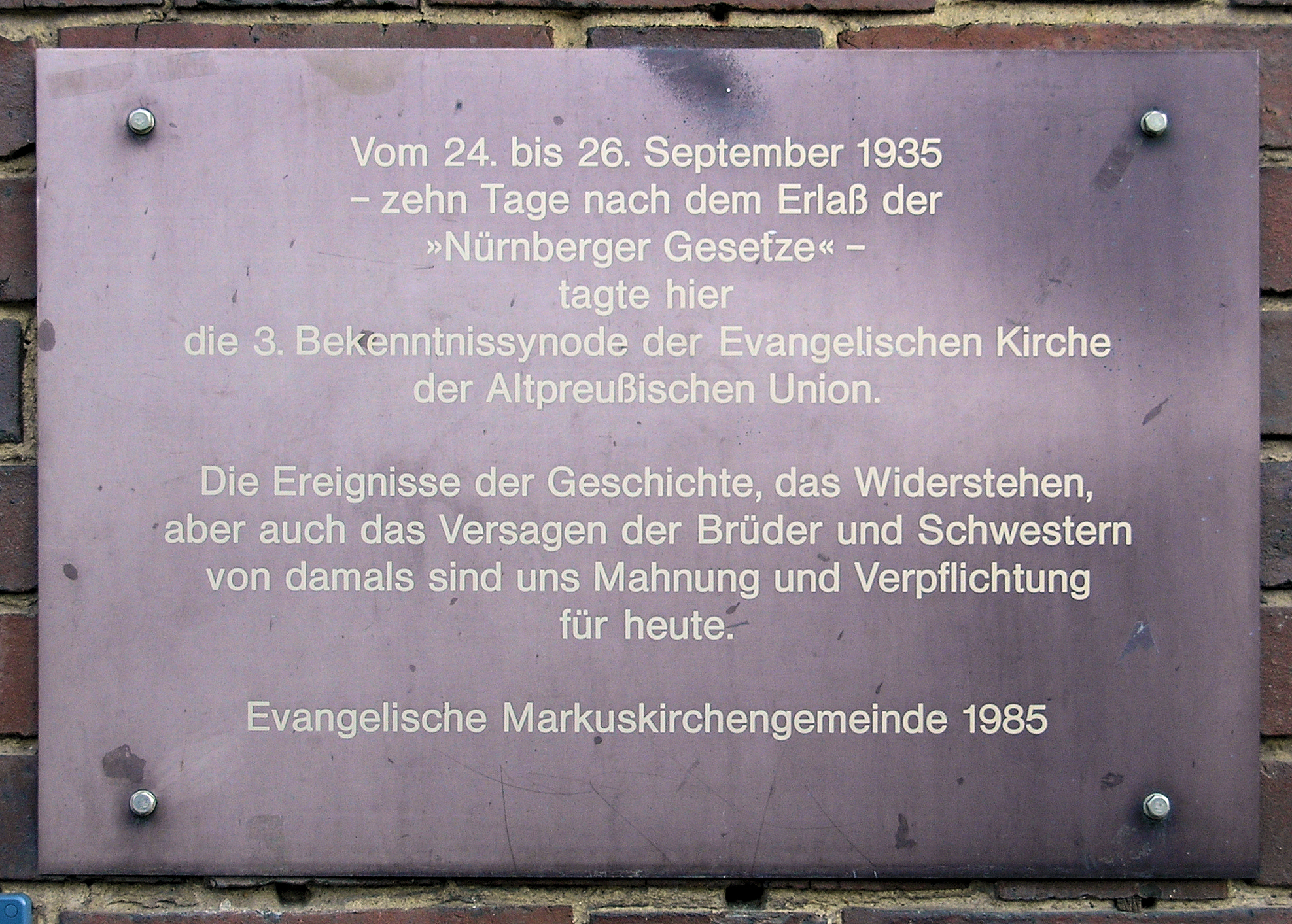
لوحةٌ تذكارية، شاهدةٌ على وقائع المجمع البروسي القديم الثالث للاعتراف، تحمل موقفٍ المجمع الكنسي الذي تجلّى فيه العجز عن نصرة تُنصف بها اليهود

في 10 سبتمبر 1935 انعقد مجلس الإخوة البروسيين القدامى للتحضير للمجمع البروسي القديم الثالث للاعتراف (المعروف أيضًا باسم مجمع ستيجليتز ). قرر الإخوة عدم الاتحاد مع الكنيسة الإنجيلية الرسمية للاتحاد البروسي القديم ، إلا إذا تركها المسيحيون الألمان الزنادقة. وحث المشرف ألبرتز مجلس الإخوة على مناقشة الوضع الرهيب الذي يعيشه الألمان اليهود والألمان غير اليهود من أصل يهودي، كما اتضح من خلال قوانين نورمبرغ وجميع أشكال التمييز المعادية للسامية الأخرى. لكن رئيس وزراء ويستفاليا كوخ هدد بأنه سينفصل عن مجلس الإخوة البروسيين القدامى ، إذا - في المجمع - يوصي المجلس بإصدار خطاب تضامن مع اليهود. في 26 سبتمبر، انعقدت مجمعات الاعتراف من جميع أنحاء الكنيسة الإنجيلية للاتحاد البروسي القديم لحضور المجمع البروسي القديم الثالث للاعتراف في قاعة أبرشية جماعة شتيجليتز في برلين في شارع ألبريشت رقم 81، والتي نظمها أتباع Mark's Church Südende, Berlin [خطأ: تحقق من وسيط ورمز اللغة] .

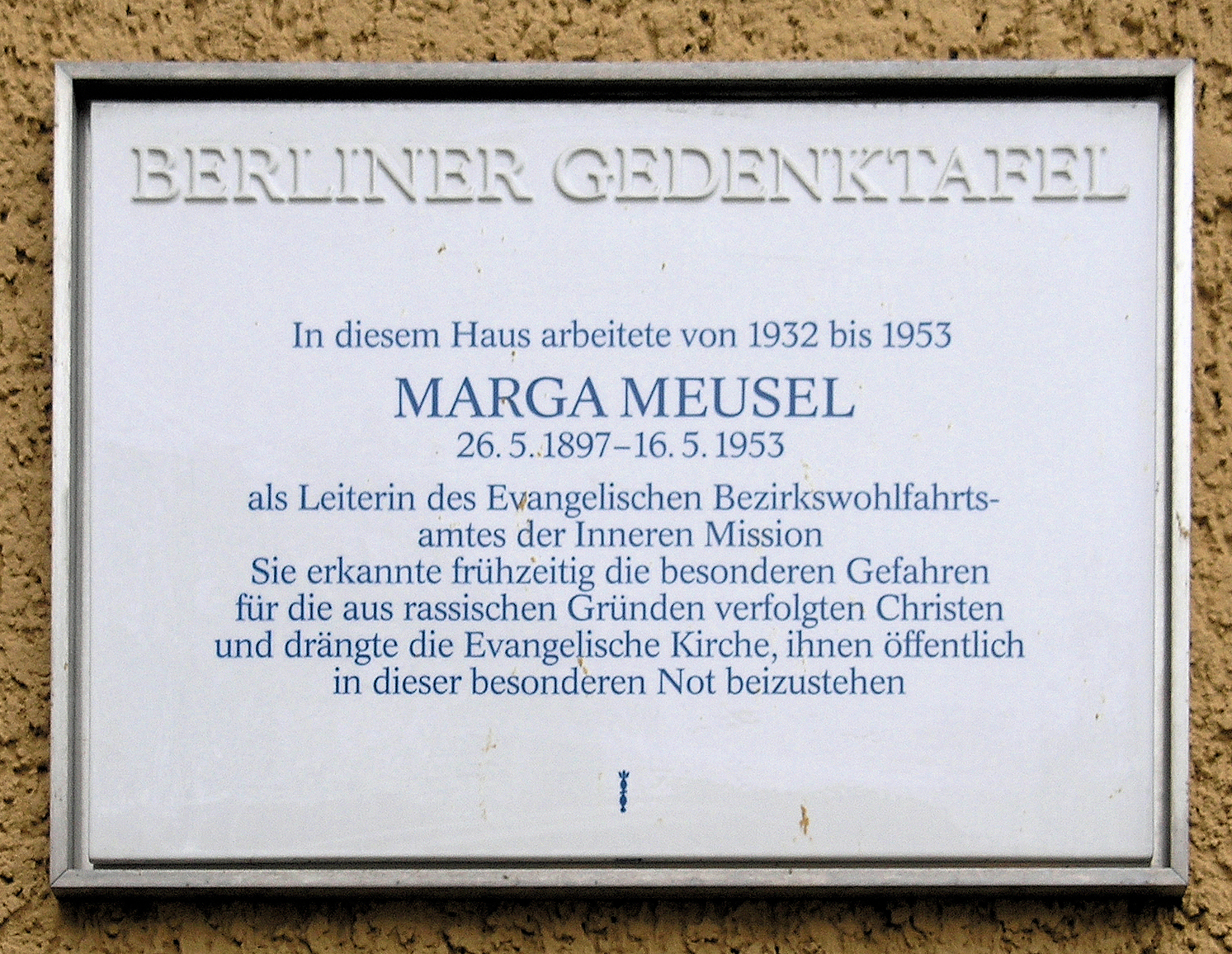
لوحة تذكارية لمارجا مويسل

وبينما انشغل المشرف ألبرتز والقس نيمولر في جدالٍ حول المذكرة، ارتفعت أصوات المجالس الكنسية برفضها القاطع، فألقيت المذكرة جانبًا، مطويةً على الطاولة. ومع ذلك، لم يكن للمجامع الكنسية بدٌّ إلا أن تستفيق على حقيقةٍ ساطعة، مفادها أن من شاء من اليهود اعتناق المسيحية ينبغي أن يُمنح حق المعمودية دون تردد. غير أن المسيحيين الألمان أنكروها منذ عام 1932، محتكرين المسيحية لغير اليهود، ومضى بعض المعترفين على ذات النهج، رافضين معمودية اليهود، فأمعنوا في الانقسام.
وفي خضم هذا التصدع، استطاع كيرل أن يقنع فيلهلم زولنر، المشرف اللوثري العام السابق لوستفاليا حتى عام 1931، بتشكيل لجنة الرايخ الكنسية في 3 أكتوبر 1935. فتأسست لجنة مشتركة جمعت بين المعتدلين من المسيحيين المعترفين والمسيحيين الألمان، في محاولة للتوفيق بين الأطراف المتنازعة. وبذلك، أُلحقت الكنيسة الإنجيلية الألمانية الرسمية بجهاز البيروقراطية الجديد، وفقد لودفيج مولر ثقله، رغم احتفاظه بلقبَي أسقف الرايخ الألماني وأسقف الدولة البروسيّة القديمة، اللذين غدا بلا معنى.
وفي نوفمبر، جرى التخطيط لتشكيل لجان كنسية تابعة للدولة وأخرى إقليمية. قام كيرل بتعيين لجنة كنسية تابعة للدولة للكنيسة الإنجيلية للاتحاد البروسي القديم، برئاسة كارل إيجر وعضوية المستشار الأعلى والتر كامينسكي من كونيغسبيرغ، والقس ثيودور كوسنر، والقس إرنست مارتن من ماغديبورغ، والمشرف فيلهلم إيفالد شميت من أوبرهاوزن، والمشرف ريتشارد زيمرمان من كنيسة القديس برثولماوس في برلين.
وفي الشهر ذاته، أصدر كيرل مرسومًا قضى بحل كل المؤسسات الموازية للكنيسة المعترفة، مما أثار اعتراضًا واحتجاجًا صريحًا من مجالس الإخوة، التي تجاهلت المرسوم ومضت في مقاومتها. وفي 19 ديسمبر، شدد كيرل قبضته بمرسومٍ آخر، حظر به جميع أنشطة الكنيسة الاعترافية، من تعيين القساوسة والتعليم إلى الرسامات والزيارات الكنسية، مرورًا بالإعلانات والخطب المنبرية وإدارة الأموال المستقلة، كما منع عقد المجامع الاعترافية. لم تكتفِ السلطة بذلك، بل أنشأت لجانًا كنسية إقليمية، مما دفع مجالس الإخوة إلى الاختفاء والعمل سرًا.
لكن الكنيسة المعترفة في مقاطعتي الراين ووستفاليا رفضت الانصياع، ومنعت تشكيل هذه اللجان حتى 14 فبراير 1936، لتواصل مسيرتها في وجه العوائق، مجاهدةً للحفاظ على رسالتها وقيمها.

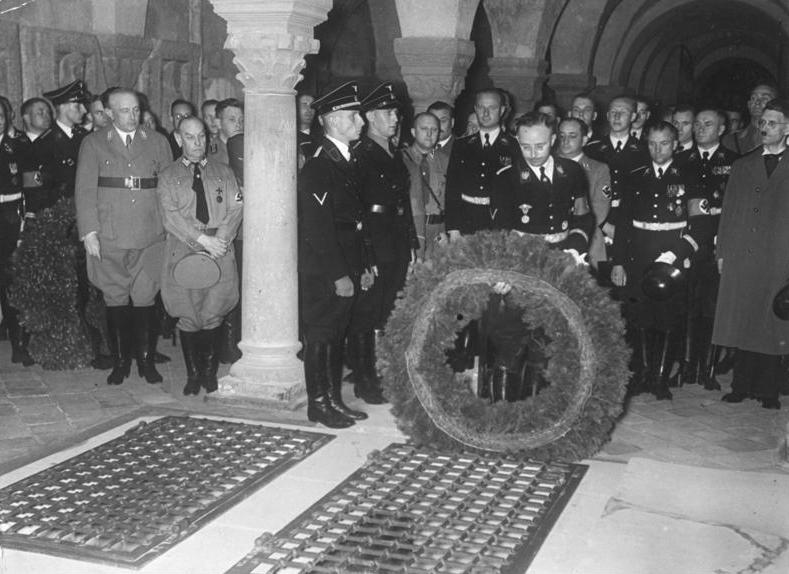
هاينريش هيملر يحضر احتفال هنري فاولر في كنيسة القديس سيرفاتيوس في كويدلينبورج ، 1938

من 2 يوليو 1936 حتى عام 1945 استولى هاينريش هيملر ، زعيم الرايخ إس إس، على كنيسة القديس سيرفاتيوس التي تقع في كفيدلينبورغ والتابعة للكنيسة الإنجيلية للاتحاد البروسي القديم ودنسها باعتبارها مكانًا وثنيًا للعبادة في نطاق الأفكار المشوهة لقوات الأمن الخاصة حول الدين الجرماني الجديد.
في 15 ديسمبر 1936 أصدر مجلس الإخوة البروسيين القدامى إعلانًا، كتبه فريتز مولر، انتقد فيه التنازلات والقصور في سياسة اللجان الكنسية. في اليوم التالي، أي في الثامن عشر من الشهر، انعقد المجمع البروسي القديم الرابع للاعتراف (المعروف أيضًا باسم مجمع بريسلاو ) في بريسلاو، لمناقشة عمل اللجان الكنسية وكيفية مواصلة التعليم والرسامات في نطاق كنيسة الاعتراف .
وفي حين أسدل الستار على موسم "الألعاب الأولمبية"، اشتدت قبضة الغيستابو، وشرعت في تصعيد قمعها، مما قوض روح التفاهم لدى الكنيسة المعترفة وأضعف استعدادها للتسويات. أدرك زولنر أن هذه السياسات جعلت مهمته التصالحية مستحيلة، فأعلن استقالته في الثاني من فبراير عام 1937، تاركًا لجنة الرايخ الكنسية مشلولة وفاقدة لأي مصداقية بين صفوف المعارضة.
سرعان ما سيطر كيرل على مكتب لودفيغ مولر، موحدًا إدارته تحت مظلة وزارته. وفي غضون وقت وجيز، تم حل لجان الرايخ الكنسية على المستويات المركزية والإقليمية والمحلية. في هذا الفراغ الإداري، أعاد المجلس الأعلى للكنيسة الإنجيلية القديمة في بروسيا، بقيادة فيرنر، بسط نفوذه مع استمراره في التنسيق مع المجالس الكنسية الإقليمية.
أطلق معارضو الكنيسة المعترفة على الكنيسة الرسمية لقب "كنيسة الرجل الواحد"، إذ جمع فيرنر بين سلطة رئيس المجلس الأعلى المؤقت ومسؤولية إدارة الشؤون المالية. استغل فيرنر هذا التمكين لتجفيف الموارد المالية للكنيسة المعترفة منهجيًا، فأصبح أداةً طيعةً بيد كيرل. لكن كيرل نفسه وجد الطريق مسدودًا، إذ تخلى هتلر وروزنبرغ نهائيًا عن أي تظاهر بالولاء للمسيحية.
ورغم ذلك، استمرت بيروقراطية وزارة كيرل في تنفيذ ما بدأته. ففرضت على الهيئات البروتستانتية، التي اندمجت في 23 كيانًا بحلول عام 1937، لجانًا مالية تخضع للسيطرة الحكومية المباشرة. ومع التخلي عن فكرة توحيد الهيئات البروتستانتية كافة، ركزت الحكومة على استهداف الأفراد، مستخدمة أدوات القمع من حظر النشر، ومنع الخطابات العامة، وفرض الإقامة الجبرية، والنفي القسري، وحتى السجن.
ابتداءً من 9 يونيو 1937، وضعت الحكومة جمع الأموال تحت رقابة صارمة، وكانت غالبًا ما ترفض التصريحات لجمعيات الكنيسة المعترفة، مما دفعها للعمل سرًا. لكن هذا التحدي كان مكلفًا، إذ تم اعتقال القساوسة الذين جمعوا الأموال دون موافقة الدولة، لتبلغ حصيلة المعتقلين من رجال الدين البروسيين، وإن كانت أغلب الاعتقالات مؤقتة، 765 شخصًا خلال العام نفسه.

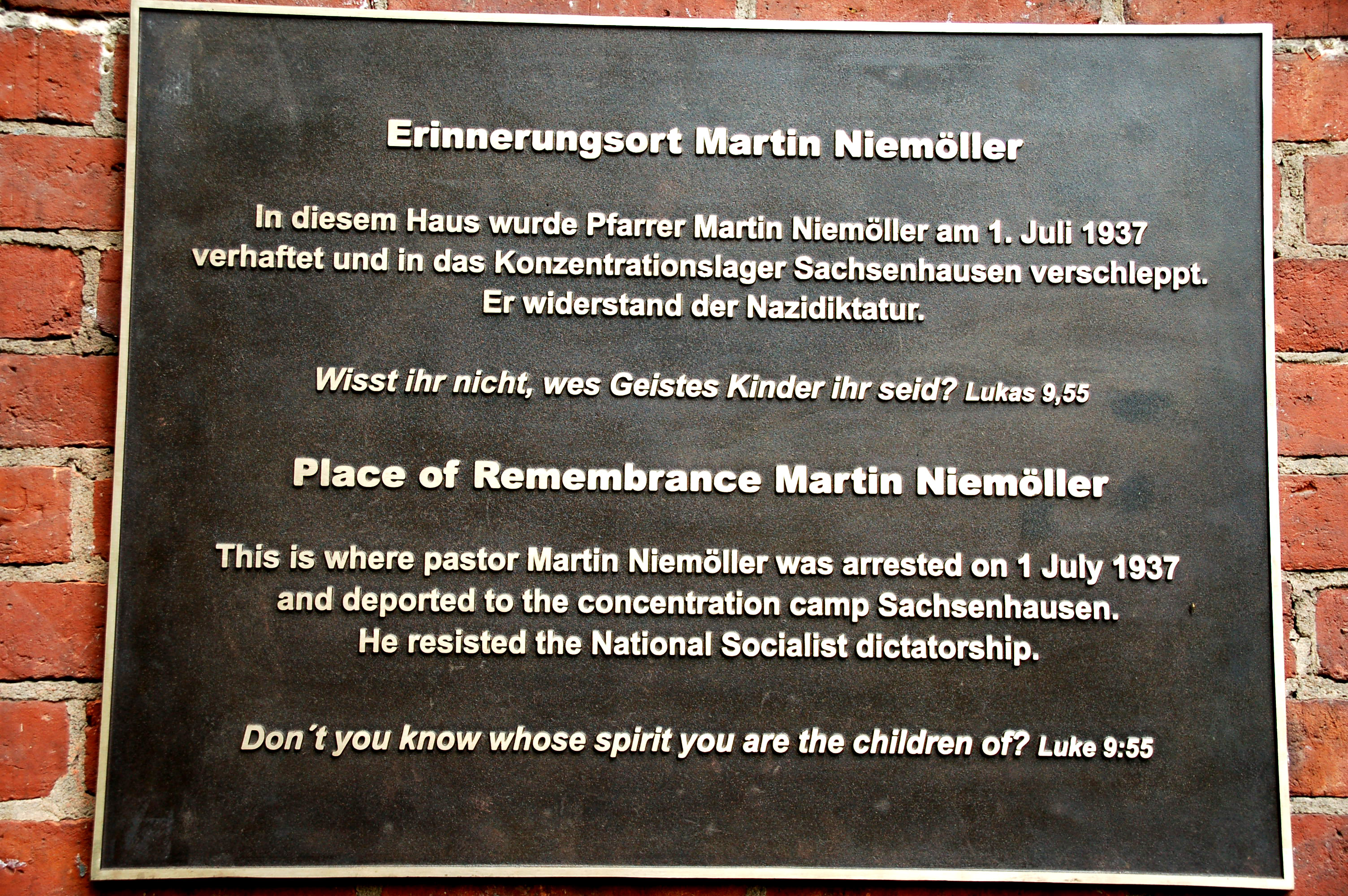
لوحة تذكارية لذكرى اعتقال مارتن نيمولر.

في الفترة من 10 إلى 13 مايو 1937، انعقدت المجمعات الكنسية في هالي أبون زال لمناقشة القضايا الطائفية للجماعات الإصلاحية واللوثرية والمتحدة داخل الكنيسة البروسية المعترفة القديمة. كما قدم مجمع هالي الأساس لمؤتمر أرنولدشاين البروتستانتي متعدد الطوائف (1957) وأطروحاته حول العشاء الرباني. وبعد فترة وجيزة، في الأول من يوليو/تموز، تم القبض على نيمولر، وبعد أشهر من الاحتجاز تم إطلاق سراحه. - حكمت عليه المحكمة واعتبرت المدة التي قضاها في الاحتجاز بمثابة المدة التي قضاها في السجن، لكن الجستابو احتجزته على الفور وسجنته في معسكر الاعتقال في ساكسنهاوزن ثم في داخاو.
وفي الفترة من 21 إلى 27 أغسطس 1937، انعقد مجمع الاعتراف البروسي الخامس، المعروف بـمجمع ليبشتادت، لمناقشة القضايا المالية. ورغم التشديدات على الرقابة المالية، قرر السينوداليون استمرار جمع التبرعات، ولكن في الخفاء، وأعادوا تلاوة أسماء المعتقلين على المنابر أثناء الصلوات. ومع حلول خريف 1937، صعّدت الغيستابو حملتها لقمع التعليم اللاهوتي السري، وقاومت بشراسة أي امتحانات تُعقد ضمن الكنيسة المعترفة.
وفي 10 ديسمبر 1937، عيّنت وزارة الشؤون الكنسية فيرنر رئيسًا للمجلس الأعلى للكنيسة الإنجيلية، فأعاد تشكيل قوام مجلس براندنبورغ الكنسي، وعيّن يوهانس هاينريش رئيسًا جديدًا للمجلس بعد سنة من الفراغ، وأضاف ثلاثة أعضاء من أنصار المسيحيين الألمان: سيغفريد نوبيلنغ، فريتز لورزر، والقس كارل ثيميل، بينما احتفظ ببعض الأعضاء السابقين مثل والتر هيرمان، فريدريش ريهم، وآخرين. وفي فبراير 1938، عزل فون أرنيم-كروخليندورف من رئاسة القسم المالي لبرلين، واستبدله بالمسؤول النازي إرهارد فون شميت، الذي قطع الدعم المالي عن الكنيسة المعترفة في برلين.
وفي 20 أبريل 1938، قدّم فيرنر ما اعتبره هديةً لهتلر في عيد ميلاده، حيث اقترح أن يؤدي جميع قساوسة الكنيسة الإنجيلية البروسيّة قسم الولاء لهتلر. لكن مجمع الاعتراف السابع لمقاطعة الراين الكنسية رفض تنفيذ ذلك القسم، لأنه لم يصدر عن الدولة ذاتها.
في يونيو ويوليو 1938، انعقد مجمع الاعتراف البروسي السادس مرتين في برلين، الأولى في كنيسة نيكولاسيه (11-13 يونيو)، والثانية في قاعة رعية شتيغليتز (31 يوليو). وفي نيكولاسيه، احتدم النقاش حول القسم، لكن لم يُتخذ قرار، بل أُرجئ إلى حين توفر مزيد من المعلومات. وفي الاجتماع الثاني بشتيغليتز، وافقت الأغلبية على طلب فيرنر.
وفي أغسطس، أعلن مارتن بورمان، قائد الحزب النازي، أن هتلر لا يبدي اهتمامًا بالقسم. ورغم ذلك، أصرت المجالس الكنسية على القسم، إلا أن 184 فقط من بين 800 قس في مقاطعة الراين رفضوا أداءه.
وفي صيف 1938، حاول كيرل مجددًا توحيد الأطراف الكنسية عبر اتحاد جديد باسم رابطة فيتنبرغ، بتنسيق من فريدريش بوشتينس وثيودور إلوين والبروفيسور هيلموت كيتل، جميعهم من أعضاء المجلس الأعلى للكنيسة الإنجيلية. إلا أن محاولة كيرل باءت بالفشل مجددًا.

#### البروتستانت من أصل يهودي
إن التمييز المتزايد ضد الألمان اليهود (بما في ذلك الفئة الخاصة من Geltungsjuden ) والألمان غير اليهود من أصل يهودي دفعهم إلى مزيد من الفقر. لقد رفض الجسم الرسمي للكنيسة بشكل كامل مساعدة أبناء رعيتها المضطهدين من أصل يهودي، ناهيك عن الألمان ذوي الديانة اليهودية. لكن نشطاء الكنيسة المعترفة أيضًا، انزعجوا من هذه المشكلة – مثل Supt. ألبرتز، بونهوفر، شارلوت فريدنثال ، القس هاينريش جروبر ( كنيسة يسوع (برلين-كاولسدورف) )، هيرمان ماس ، موسيل، القس Werner Sylten لم يتمكنوا من التغلب على اهتمامهم بالمساعدة تحت مظلة الكنيسة المعترفة ، حيث كان من بين المعارضين أيضًا العديد من اللوثريين أكثر من الكالفينيين، لديهم تأثيرات معادية لليهود أو كانوا مشغولين تمامًا بالحفاظ على الإيمان البروتستانتي الحقيقي تحت قمع الدولة.
ورغم أن المعارضين نجحوا في محاربة الفقرة الآرية داخل الكنيسة الإنجيلية في الاتحاد البروسي القديم (ألغاها لودفيج مولر في 16 نوفمبر/تشرين الثاني 1934)، فقد استغرق الأمر من الكنيسة المعترفة حتى صيف عام 1938 لبناء شبكة للمضطهدين.

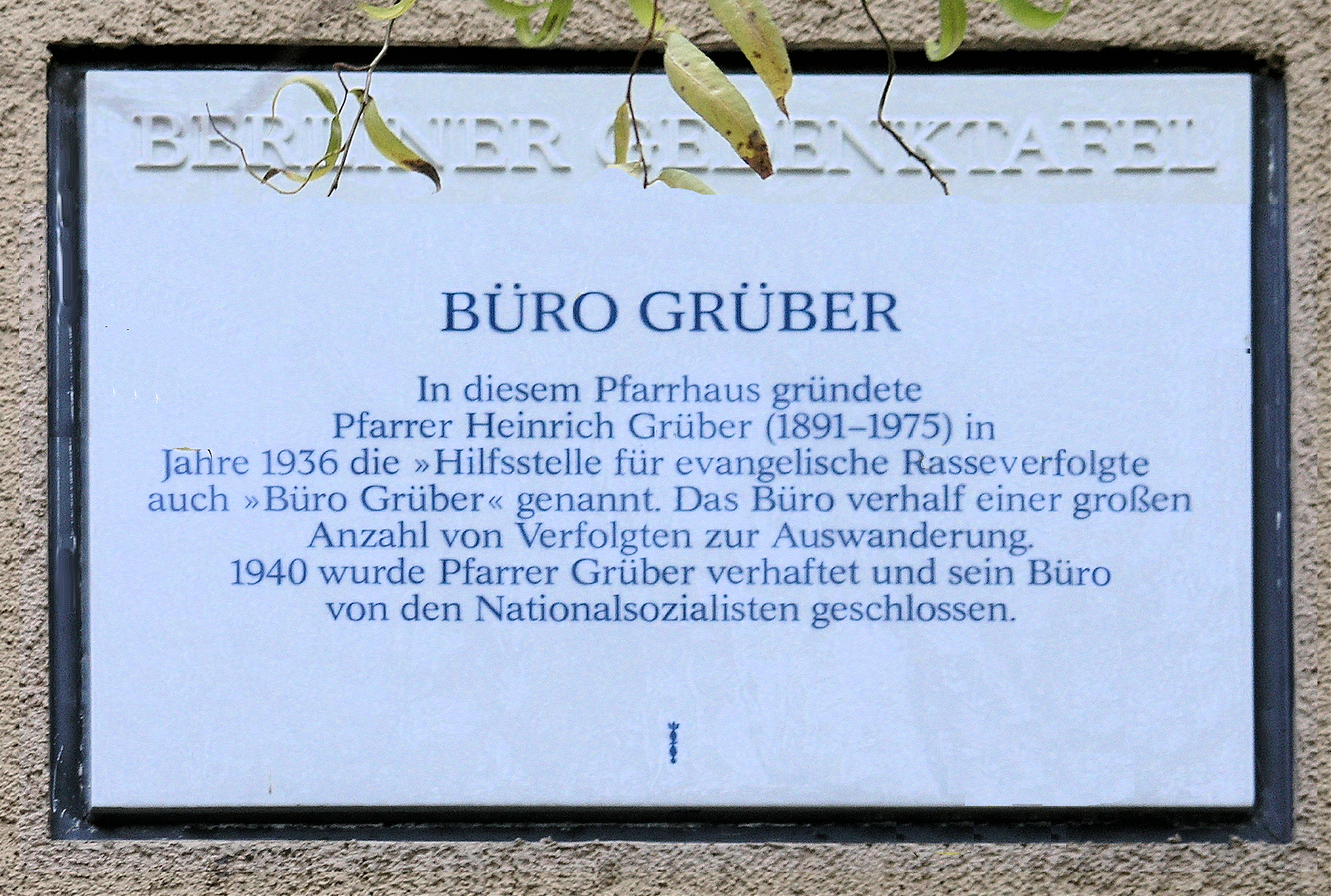
لوحة تذكارية لتأسيس مكتب جروبر في عام 1936.

وكان جروبر وبعض المتحمسين هم من بدأوا جهدًا جديدًا في عام 1936. لقد أجبروا الكنيسة المعترفة على ذلك ، والتي دعمت في عام 1938 المنظمة الجديدة التي أطلق عليها Bureau Grüber [خطأ: تحقق من وسيط ورمز اللغة] ، ولكن بعد الاعتراف الرسمي بها مركز الإغاثة للإنجيليين غير الآريين . حتى مايو 1939، كان من الممكن افتتاح 25 مكتبًا إقليميًا، بقيادة المديرين التنفيذيين لمباني البعثة الداخلية الإقليمية، الذين تمسكوا بالكنيسة المعترفة أو المفوضين الآخرين لهذه الكنيسة.
في عام 1936، انطلق غروبر ومجموعة من المؤمنين المتحمسين في مسعى جديد، استنهضوا فيه همم الكنيسة المعترفة التي دعمت جهودهم عام 1938، لتُنشئ منظمة سمتها السلطات النازية بـ**"مكتب غروبر"**، ثم عُرفت رسميًا باسم مركز الإغاثة للإنجيليين غير الآريين. حتى مايو 1939، شُيِّدت 25 مكتبًا إقليميًا بقيادة مديري بعثات داخلية، استقاموا على نهج الكنيسة المعترفة، وسعوا في تأدية واجباتهم دون وجل.
اجتهد في هذا المشروع المشرف العام ألبرتز، والقس أدولف كورتز من كنيسة الرسل الاثني عشر ببرلين، وليفنغستون، الذين عملوا على دعم إعادة تأهيل الأشخاص من أصول يهودية، ومساعدتهم في تعلم مهن غير محظورة بعد، كما سعوا جاهدين لإيجاد دول تمنحهم تأشيرات للهجرة. قبل أن تتخذ النازية قرارها بالمذابح الجماعية، حظي المكتب ببعض الاعتراف الحكومي كوكالة تُسهِّل الهجرة للمتضررين.
وفي ليلة 9 نوفمبر 1938، أطلقت الحكومة النازية العنان لمذبحة نوفمبر، المعروفة بـ**"ليلة الكريستال"**، حيث قتلوا المئات، وأحرقوا تسعة من اثني عشر كنيسًا في برلين، من أصل 1,900 كنيس في أنحاء ألمانيا. كما رحّلوا 1,200 يهودي برليني إلى معسكر زاكسنهاوزن، واعتقلوا 30,000 رجل يهودي، بينهم 115 قسًا بروتستانتيًا من ذوي الأصول اليهودية. لجأ بعضهم إلى الاختباء، وطرقوا أبواب غروبر، الذي استقبلهم في كنيسته يسوع ببرلين-كاولسدورف، ونظم إيواءهم في الأكواخ الصغيرة التابعة لرعيته.
في ليلة التاسع من نوفمبر 1938، نظمت الحكومة النازية مذبحة نوفمبر ، والتي يشار إليها غالبًا باسم ليلة البلور . قتلت فرق النازية المنظمة جيدًا عدة مئات من الأشخاص، وأضرمت النيران في تسعة من أصل 12 معبدًا يهوديًا رئيسيًا في برلين (1900 معبد يهودي في جميع أنحاء ألمانيا)، وتم ترحيل 1200 يهودي من سكان برلين إلى معسكر اعتقال ساكسنهاوزن . في جميع أنحاء ألمانيا تم القبض على 30 ألف يهودي من الذكور، من بينهم ما يقرب من 115 قسًا بروتستانتيًا لديهم ثلاثة أو أربعة أجداد، والذين تم تسجيلهم كأعضاء في جماعة يهودية. واختبأ العديد من الرجال من الاعتقال وظهروا أيضًا في منزل جروبر في مقر رعية كنيسة يسوع (برلين-كاولسدورف) . قام جروبر بتنظيم اختبائهم في البيوت الريفية في نوادي التخصيص في أبرشيته.
لكن السلطات النازية لم تطلق سراح المعتقلين إلا بشرط الهجرة الفورية، ما جعل السعي للحصول على التأشيرات معركة مستمرة. هنا برز دور الأسقف جورج بيل، الذي شفع لدى كنيسة إنجلترا لإقناع الحكومة البريطانية بمنح تأشيرات لإنقاذ القساوسة المعتقلين. أما الكنيسة الإنجيلية البروسيّة، فبقيت ساكنةً، ولم تسع لنصرة رجال دينها، الذين لم يعودوا إلى الخدمة بعد اعتقالهم. وظل بقية المعتقلين دون داعم قوي يُناصرهم.
وفي 7 ديسمبر 1938، تنازلت المنظمة البريطانية شهادة المسيحيين العبرانيين لإسرائيل عن موقعها في أورانينبرغر شتراسه 20/21 لصالح غروبر، الذي نقل مكتبه إليه. وانتقل كورتز من مشاوراته الخاصة إلى المقر الجديد. ازداد عدد العاملين من خمسة أشخاص في ديسمبر 1938 إلى ثلاثين في فبراير 1939، ثم 35 بحلول يوليو من العام ذاته، وانضم إليهم القس فيرنر سيلتن، الذي فُصل من عمله بسبب أصوله اليهودية.

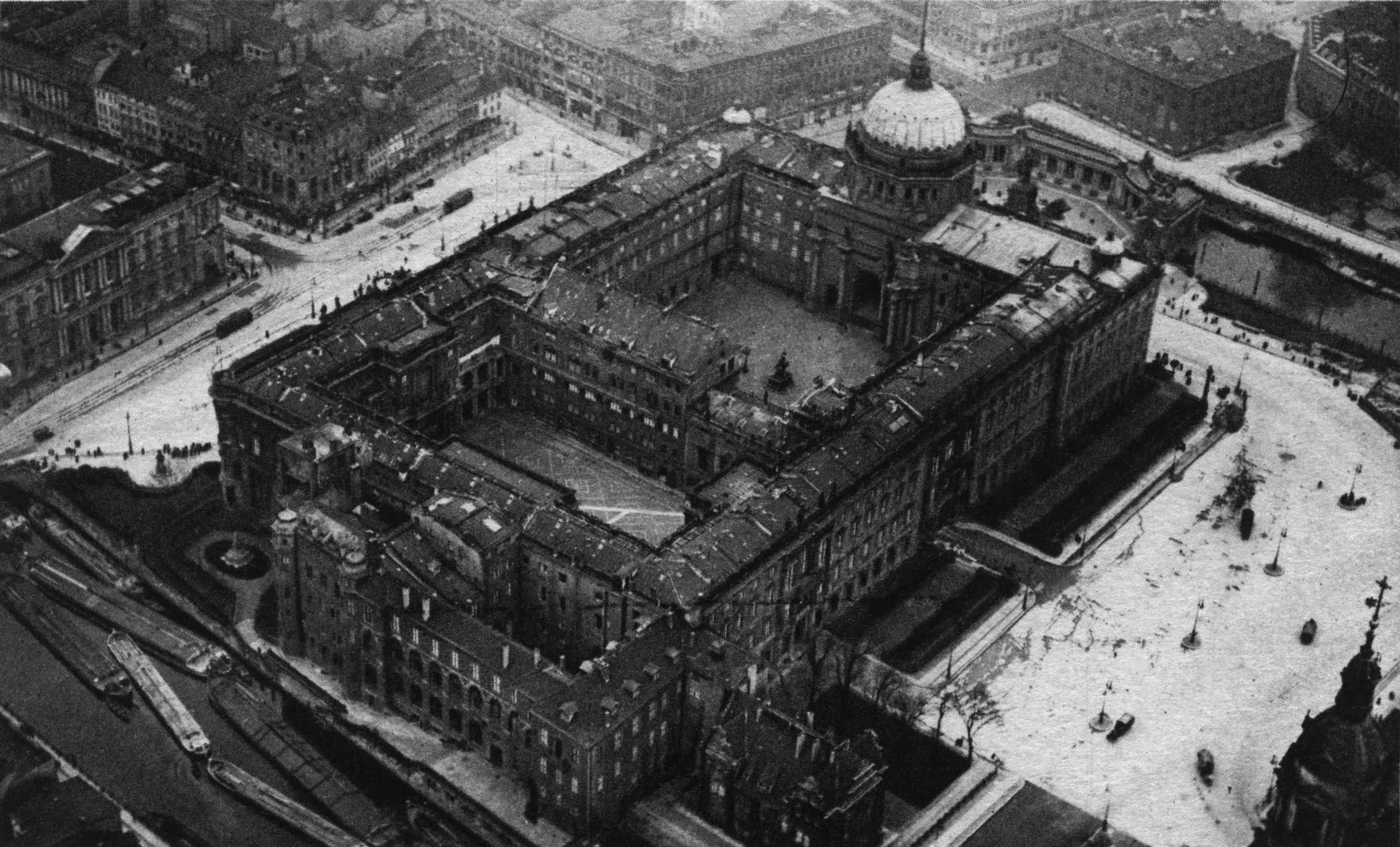
تُشرف قلعة مدينة برلين برونقها الشامخ، حاملة في أحد أركانها منزل An der Stechbahn #3–4، الذي يتوسط الحافة العلوية للصورة. يبرز المبنى المكوّن من أربعة طوابق بتصميمه الأنيق، وتعلوه نوافذ مقوسة واسعة في الطابق الثالث، هذا المبنى التاريخي يحتضن مكتب غروبر.

عثر سيلتن على غرف مكتبية إضافية في شارع An der Stechbahn #3–4 المقابل للواجهة الجنوبية لقلعة مدينة برلين ، وفي 25 يناير 1939، قام قسم الهجرة التابع للمكتب، بقيادة المستشار الوزاري rtrd. انتقل بول هينيتز إلى الموقع الجديد. قامت زوجة جروبر، ماريان، المولودة فيتس، ببيع أسهمها في شركة IG Farben لتمويل إيجار الموقع الجديد. ترأس ليفينغستون قسم الكومنولث البريطاني، وفيرنر هيرشوالد قسم أمريكا اللاتينية، وسيلفيا وولف قسم الدول الاسكندنافية. بحلول أكتوبر 1939، انتقلت جميع مكاتب مكتب جروبر إلى شارع أندر ستيشبان. دعمت إدارة الرعاية الاجتماعية تحت قيادة ريتشارد كوبراك ضحايا الاضطهاد الفقراء في كثير من الأحيان، كما نظمت مارغريت درايجر برنامج Kindertransporte . كان إروين رايزنر يخدم الضحايا كقسيس. عملت إنجي جاكوبسون كمساعدة لجروبر. وأصبح سيلتن نائبه.
اعتبارًا من 1 مارس 1939، قامت حكومة الرايخ النازي بتكليف Reichsvertretung der Deutschen Juden بفرض ضريبة جديدة على المهاجرين اليهود ( ( الألمانية: Auswandererabgabe ), فرض رسوم على المهاجرين الأثرياء من أجل تمويل هجرة الفقراء. كما تم استخدام هذه الأموال لتمويل الجمعيات المختلفة المعترف بها التي تنظم الهجرة. اعتبارًا من 1 يوليو، قامت Reichsvertretung بتحويل إعانة شهرية قدرها 5000 رايخ مارك (ℛℳ) إلى مكتب Grüber . كما ساهمت الكنيسة الإنجيلية اللوثرية السليمة في بافاريا على يمين نهر الراين في تمويل أعمال منظمة جروبر بمبلغ 10 آلاف ليرة سنويًا. بحلول شهر يوليو، تم دمج مكتب سبيرو وليفينجستون في مكتب جروبر. في المجمل، مكّن مكتب جروبر هجرة 1139 شخصًا اعتبارًا من أكتوبر 1938 - أغسطس 1939 و 580 بين يوليو 1939 وأكتوبر 1940، وفقًا لمصادر مختلفة.
وبحلول خريف عام 1939، ظهرت درجة جديدة من الاضطهاد. بدأت السلطات النازية بترحيل النمساويين اليهود والنمساويين غير اليهود من أصل يهودي إلى بولندا المحتلة . في 13 فبراير 1940، لقي 1200 ألماني يهودي وألمان غير يهوديين من أصل يهودي وزوجاتهم غير اليهود من منطقة شتيتين نفس المصير، حيث تم ترحيلهم إلى لوبلين . علم جروبر بذلك من قائد الفيرماخت في لوبلين، ثم احتج لدى كل رتبة أعلى منه حتى رئيس الوزراء البروسي آنذاك هيرمان جورينج ، الذي منع المزيد من عمليات الترحيل من بروسيا في الوقت الحالي. حذرت الجستابو جروبر من الوقوف إلى جانب المرحلين مرة أخرى. ولم يسمح للمرحلين بالعودة.
في الفترة من 22 إلى 23 أكتوبر، تم ترحيل 6500 ألماني يهودي وألمان غير يهوديين من أصل يهودي من بادن وبالاتينات إلى جورس ، فرنسا المحتلة . الآن تمكن جروبر من الحصول على جواز سفر، بمساعدة صهر بونهوفر هانز فون دوهناني من جهاز الاستخبارات العسكرية ، لزيارة المرحلين في غورس (معسكر الاعتقال) . لكن قبل مغادرته، اعتقلته الجستابو في 19 ديسمبر/كانون الأول ورحلته بعد يومين إلى معسكر اعتقال ساكسنهاوزن ، وفي عام 1941 إلى معسكر اعتقال داخاو . أُمر سيلتن بإغلاق المكتب، واستمر في ذلك حتى الأول من فبراير/شباط 1941. في 27 فبراير، اعتقلته الجستابو ورحلته بحلول نهاية مايو إلى معسكر اعتقال داخاو ، حيث قُتل في أغسطس 1942. نجا جروبر وأُطلق سراحه من داخاو في 23 يونيو 1943، بعد أن وقع على تعهد بعدم مساعدة المضطهدين بعد الآن.
في عام 1939، أصدرت وزارة داخلية الرايخ مرسومًا جَمعت به كافة المكاتب المشرفة على تهجير اليهود الألمان وأصحاب الأصول اليهودية، وأقامت المكتب المركزي للهجرة اليهودية تحت قيادة راينهارد هايدريش، الذي سطع نجمه في تنظيم تهجير خمسين ألفًا من يهود النمسا خلال ثلاثة أشهر بعد ضم النمسا. كُلّف أدولف أيخمان بمهمة طرد اليهود من حدود الرايخ القديمة، وسرعان ما وُضِع مكتب غروبر تحت سيطرته في سبتمبر 1939، حيث تولى أيخمان الإشراف المباشر على قضايا اليهود.
في لقاء جمع أيخمان بغروبر، تساءل الأول عن دوافعه لمساعدة اليهود رغم انعدام أي مصلحة شخصية. فجاء الرد من غروبر مشبعًا بالروح الإيمانية: "لأن السامري الصالح فعل ذلك، ولأن ربي أمرني بذلك".
ومع بداية مارس من ذات العام، فرضت حكومة الرايخ ضريبةً على المهاجرين اليهود لتمويل هجرتهم، ما دفع الأغنياء لتحمل تكاليف الفقراء. وبالرغم من الصعوبات، تمكن مكتب غروبر من ترتيب تهجير الآلاف. وقدّم الناجون من الفقر والاضطهاد دعمًا ماليًا للمكتب، كما أسهمت الكنيسة اللوثرية في بافاريا بمساهمات مالية سنوية.
في نوفمبر 1938، قررت الحكومة منع الأطفال اليهود من الالتحاق بالمدارس العامة. لم يتراجع القس كيرتز والوكيلة كلارا هنشه، فأسسا مدرسة في برلين، والتي سرعان ما أصبحت ملاذًا تعليميًا تحت إشراف مشترك بين الكاثوليك والبروتستانت.
وفي خريف 1939، بدأ نظام الرايخ مرحلة جديدة من التهجير القسري، حيث تم ترحيل يهود النمسا إلى بولندا المحتلة. وفي فبراير 1940، أُجبر 1200 من يهود منطقة شتيتن على الرحيل إلى لوبلين، مما أثار غضب غروبر، فاحتج لدى المسؤولين في الرايخ، وكتب إلى رئيس وزراء بروسيا آنذاك، هيرمان غورينغ، مطالبًا بوقف الترحيلات. ورغم نجاحه المؤقت، تعرض لتحذيرات صارمة من الغيستابو بعدم التدخل مجددًا.
تفاقم الوضع في أكتوبر 1940، حيث نُقل الآلاف من يهود بادن وبفالتس إلى معسكر غورس في فرنسا المحتلة. حاول غروبر الحصول على تصريح لزيارة المرحّلين، لكن الغيستابو اعتقلته قبل مغادرته بأيام وأرسله إلى معسكر اعتقال زاكسنهاوزن ثم داخاو. ورغم المعاناة، أُفرج عنه في عام 1943 بعد توقيعه تعهدًا بعدم مساعدة اليهود.
أما زملاؤه في المكتب، فقد واجهوا مصائر متباينة؛ قُتل العديد منهم في معسكرات الاعتقال، بينما نجح البعض في الاختباء، مستعينين بشبكة من المتعاونين الشجعان الذين لم يهابوا المخاطر. من بين هؤلاء الناجين القس ثيودور بوركهاردت وهيلين جاكوبس وغيرهم ممن حملوا راية الإنسانية في زمن القهر.
وبعد نهاية الحرب، أعاد غروبر افتتاح مكتبه في برلين لتقديم الدعم للناجين، فكان يواسيهم، ويقدم لهم العون النفسي، ويساعدهم في تقديم طلبات التعويض عن الأضرار التي لحقت بهم. وفي عام 1958، أسس مؤسسة خيرية ما زالت تقدم خدماتها، لتكون شاهدةً على إرادة البقاء وسط رماد المآسي.

#### تأثير الحرب على الكنيسة
وصل القصف الاستراتيجي الذي شنته قوات الحلفاء على ألمانيا خلال الحرب العالمية الثانية في البداية إلى مناطق المقاطعات الكنسية الراينية والوستفالية للكنيسة الإنجيلية في الاتحاد البروسي القديم (وخاصة في منطقة الرور ). ومن المؤكد أن الدمار الهائل الذي لحق بالمناطق المأهولة بالسكان شمل أيضًا مباني الكنائس والعقارات الأخرى المملوكة للكنيسة. خلال فترة القصف المتواصل الذي شنته قوات الحلفاء، تكبدت الكنيسة الإنجيلية في الاتحاد البروسي القديم خسائر فادحة في هياكل الكنيسة في جميع المقاطعات الكنسية، وخاصة في المدن، بما في ذلك العديد من المباني ذات القيمة التاريخية و/أو المعمارية الكبيرة.
حين اشتدت وطأة الحرب العالمية الثانية، وتكالب الحلفاء بقصفهم الاستراتيجي على المدن الألمانية، كانت مقاطعات الكنيسة الإنجيلية في الراين ووستفاليا أولى المناطق التي طالتها نيران الدمار، لا سيما في منطقة الرور الصناعية. ولقد توالت الغارات وتكاثرت، حتى أصبحت المدن هدفاً للدمار المتزايد. لم تكتفِ القنابل بتسوية المنازل بالأرض، بل امتدت يد الخراب إلى الكنائس العريقة التي كانت رموزاً للإيمان والتراث، لتحيلها إلى أطلال خاوية أو أنقاض مشوهة.
في برلين وحدها، تعرضت 191 كنيسة تابعة للكنيسة البروسيّة القديمة لأضرار متفاوتة: 18 كنيسة دُمرت بالكامل، و68 كنيسة أصابها الدمار الجسيم، و54 لحقت بها أضرار كبيرة، بينما تعرضت 49 كنيسة لأضرار خفيفة، ولم يبقَ سوى كنيستين فقط سالمتين. ومع اشتداد القصف في فبراير 1945، تهاوى مبنى المجلس الكنسي في براندنبورغ واحترق بالكامل، مما أجبر المسؤولين على نقل أعمالهم إلى مواقع بديلة في "بارش/فورست" في لوساتيا، وبعض أماكن بوتسدام وبرلين.
وفي مواجهة هذا الهجوم الجارف، حاولت الكنيسة إنقاذ ما يمكن إنقاذه من أرشيفاتها الثمينة. فمن شرق بروسيا وغربها، تم تهريب أكثر من 7200 سجل كنسي إلى مناطق أكثر أماناً داخل بروسيا. لكن حين انطلقت الهجمات السوفيتية الشرسة مطلع عام 1945، مثل "هجوم فيستولا-الأودر" في يناير وفبراير، و"هجوم شرق بروسيا" و"هجوم بوميرانيا الشرقية" و"هجمات سيليزيا" في شهري فبراير وأبريل، اندفعت القوات السوفيتية بسرعة مدمرة، فلم تترك مجالاً لإنقاذ اللاجئين أو الكنوز التاريخية، ناهيك عن السجلات الكنسية التي سقط الكثير منها في قبضة الخراب.
وفي تقرير أعدّ في مارس 1945، وصفت الحالة المأساوية في مقاطعات الكنيسة، إذ تمزقت الجموع بين الموت والفرار غرباً، وأصبحت الكنائس خاويةً من رعاتها، حيث نزح الملايين من أبناء الرعية ومعهم القساوسة إلى الغرب هرباً من زحف الجيوش الحمراء.. في عام 1944 انتقل المجلس الأعلى للكنيسة الإنجيلية جزئيًا إلى مباني مجلس ستولبرغ-ستولبرغ في ستولبرغ في هارتس وجزئيًا إلى زوليشاو .
عندما اجتاحت جحافل الجيش الأحمر السوفييتي أراضي المقاطعة الكنسية في شرق بروسيا في أواخر عام 1944، بدا وكأن ريحًا عاتية من الفوضى والدمار قد أُطلقت على الأرض بلا كابح. وفي محاولة يائسة للحفاظ على ما تبقى من تراث الكنيسة وذاكرتها، بادرت الكنيسة الإنجيلية في الاتحاد البروسي القديم إلى نقل سجلاتها النفيسة، التي تعدّ شاهدة على قرون، من شرق وغرب بروسيا نحو المناطق الوسطى، حيث أُنقذ ما يزيد عن 7200 سجل في سباق ضد الزمن.
لكن تلك الجهود اصطدمت بجدار من الخراب حين أطلقت القوات السوفييتية سلسلة من الهجمات المتلاحقة في يناير 1945، كـ"هجوم فيستولا-أودر"، الذي انطلق كطوفان جارف. ومع توالي الهجمات على بروسيا الشرقية في يناير وحتى أبريل، ثم على شرق بوميرانيا وسيليزيا من فبراير إلى أبريل، اندفع الجيش الأحمر بسرعة هائلة أشبه بوحش مفترس أُطلق من عقاله، يلتهم الأرض دون رحمة، ولا يترك مجالاً لنجاة البشر.
لم تكن تلك الهجمات مجرد تقدم عسكري، بل كانت إعلانًا لخراب شامل وموتٍ يحوم فوق الجميع. اللاجئون، الذين حملوا خوفهم وأحلامهم في قلوبهم، وجدوا أنفسهم أمام خيار مستحيل؛ فإما الموت تحت وطأة الغزو أو الفرار نحو الغرب، حيث الأمل بات سرابًا. أما الأرشيفات، تلك الشواهد الصامتة على إرث جماعات بأكملها، فقد هلك معظمها في اللهيب أو ضاع في دوامات النهب.
كان الرعب يتصاعد كالنار في هشيم القرى والمدن، حيث لم يسلم بيت ولا كنيسة من قبضة الجنود المندفعين. وفي تقرير صادر عن الكنيسة في 10 مارس 1945، كُشف عن عمق الفاجعة، إذ لم يكن هناك وقت لإنقاذ البشر، ناهيك عن السجلات التي تحمل ذاكرة الجماعات في أقصى بوميرانيا وشرق براندنبورغ وسيليزيا.
وبحلول نهاية الحرب، غدت الطرقات زاخرة بالمشردين، ملايين من أبناء الرعية يتخبطون بين الدمار، وقساوسة تركوا مذابحهم ومنازلهم، يطاردهم شبح الغزاة

### ما بعد الحرب
ومع نهاية الحرب، لم تنتهي مأساة أعضاء الكنيسة، وتدمير الكنائس، وفقدان أرشيف الكنيسة. كانت المملكة المتحدة والولايات المتحدة والاتحاد السوفييتي قد اتفقتا في اتفاقية بوتسدام على استيعاب جميع المطرودين من بولندا نفسها ومن الأراضي الألمانية التي ضمتها بولندا حديثًا (مارس 1945) والاتحاد السوفييتي . وبالتالي تم طرد عدد متزايد من أبناء الرعية. وخاصة جميع ممثلي المثقفين الألمان - بما في ذلك رجال الدين البروتستانت - تم ترحيلهم بشكل منهجي إلى الغرب من خط أودر-نايس .
مع نهاية الحرب، لم تضع مأساة أبناء الكنيسة ولا دمار معابدهم ولا ضياع أرشيفاتهم حدّاً لأهوالها. إذ اتفقت المملكة المتحدة والولايات المتحدة والاتحاد السوفيتي في مؤتمر بوتسدام على استيعاب المهجّرين من بولندا والذين نزحوا قسراً من الأراضي الألمانية التي ضمتها بولندا والاتحاد السوفيتي حديثاً في مارس 1945. وهكذا، تصاعدت أعداد المُهجّرين، وتم استهداف جميع أفراد النخبة الألمانية – بما في ذلك رجال الدين البروتستانت – للترحيل الممنهج إلى غرب خط أودر-نايسه.
في 7 مايو 1945، نظّم أوتو ديبيليوس تشكيل هيئة تنفيذية مؤقتة للمقاطعة الكنسية في مارس براندنبورغ، بينما تولى اللوثري المصلح لوتار كرايسج منصب رئيس المجلس في مقاطعة ساكسونيا الكنسية. وبحلول يونيو، ظهرت هيئة تنفيذية عامة مؤقتة، أطلق عليها مجلس الكنيسة الإنجيلية للاتحاد البروسي القديم، لكنها عملت بشكل أساسي في وسط ألمانيا بسبب انهيار حركة النقل والاتصالات بين المناطق الألمانية.
في 13 يونيو 1945، أعلنت مقاطعة وستفاليا الكنسية بقيادة برايزيس كارل كوخ استقلالها أحادياً باسم الكنيسة الإنجيلية لوستفاليا. ومنذ عام 1945، خضع عماد هوهنزولرن لإشراف مؤقت من الكنيسة الإنجيلية في فورتمبيرغ. وفي 1 أبريل 1950، انضم العماد إلى تلك الكنيسة منهياً تبعيته للإشراف من الكنيسة الإنجيلية في الراينلاند.
في 15 يوليو، عُيّن هاينريش غروبر قسيساً لكنيستي مريم ونيكولاس في برلين، وقام ديبيليوس بتنصيبه في 8 أغسطس خلال احتفال أقيم داخل كنيسة مريم، التي لم تزل بين أنقاضها.
وفي 31 أغسطس 1945، دعا فورم ممثلين عن جميع الهيئات الكنسية البروتستانتية للاجتماع في تريزا. اجتمع ممثلو المقاطعات الكنسية الست التي ما زالت قائمة (مارس براندنبورغ، بوميرانيا، الراينلاند، ساكسونيا، سيليزيا، وستفاليا) والمجلس المركزي للكنيسة الإنجيلية للاتحاد البروسي القديم لاتخاذ قرارات حاسمة بشأن مستقبل الكنيسة. واتفقوا على أن كل مقاطعة كنسية ستتمتع باستقلاليتها، مع إعادة هيكلة الكنيسة الإنجيلية للاتحاد البروسي القديم لتصبح كياناً تنظيمياً شرفياً فقط ("إعادة تنظيم الكنيسة الإنجيلية للاتحاد البروسي القديم").
وفي خضم هذا الجدل، عجز ديبيليوس وبعض ممثلي وسط ألمانيا، المعروفين بـ"ديبيليان"، عن فرض رؤيتهم أمام كوخ وأنصاره، للحفاظ على الاتحاد البروسي القديم ككيان كنسي موحد، فغلبت الرياح أشرعة التجزئة، تاركة الكنيسة تحت لواء جديد يملؤه الشك والانقسام.

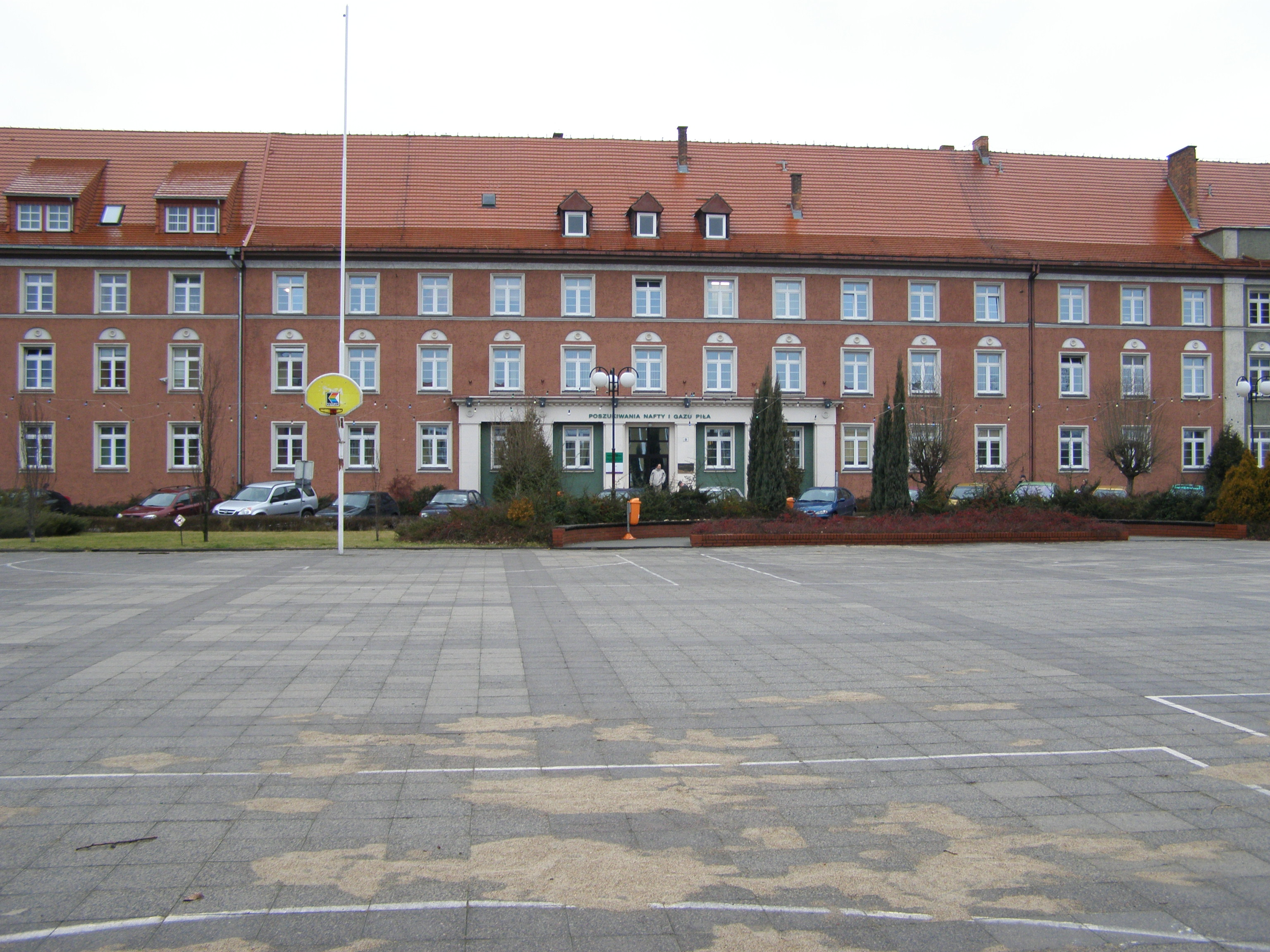
مبنى المجلس الكنسي السابق (الذي تأسس عام 1923) للإقليم الكنسي في بوزنان - بروسيا الغربية في مدينة بيلا الحالية، وهي المركز الإداري لشركة حفر للنفط والغاز.

كانت المقاطعات الكنسية الثلاث دانزيج، وبروسيا الشرقية، وبوزنان-بروسيا الغربية، والتي تقع جميعها بالكامل في بولندا الحالية، ومنطقة كالينينجراد الروسية الحالية وليتوانيا الصغرى ، في طور الاختفاء الكامل بعد هروب العديد من أبناء الرعية والقساوسة بحلول نهاية الحرب وطرد الألمان بعد الحرب الذي نفذته الحكومتان البولندية والسوفييتية في أعوام 1945-1948. في شهر ديسمبر، أصدر المحامي والمستشار الأعلى للكنيسة إيريك دالهوف تقييمه بأن الهيئات التنفيذية المؤقتة التي تم تشكيلها حديثًا على المستويين العام والإقليمي للكنيسة الإنجيلية في الاتحاد البروسي القديم يجب اعتبارها شرعية في ظل الظروف الطارئة الحالية.
كانت المقاطعات الكنسية الثلاث: دانزيغ، وبروسيا الشرقية، وبوزنان-بروسيا الغربية، التي تقع أراضيها بالكامل في بولندا الحالية، ومقاطعة كالينينغراد الروسية الحالية، وليتوانيا الصغرى، تتهاوى وتضمحل مع هروب أبناء الرعية والقساوسة في نهاية الحرب، ثم عمليات طرد الألمان التي نفذتها الحكومتان البولندية والسوفيتية بين عامي 1945 و1948. في ديسمبر، أعدّ المحامي وعضو المجلس الكنسي الأعلى إريش دالهوف تقريراً حاسماً، مؤكداً فيه شرعية الهيئات التنفيذية المؤقتة المشكلة على المستويين العام والإقليمي للكنيسة الإنجيلية في الاتحاد البروسي القديم، تحت وطأة الظروف الطارئة.
أما عن تعاون الهيئات الكنسية البروتستانتية كافة في ألمانيا، فقد تصاعدت مشاعر العداء، خاصة بين الهيئات اللوثرية في بافاريا الواقعة على يمين نهر الراين، ودولة هامبورغ، وهانوفر، وميكلينبورغ، ودولة ساكسونيا الحرة، وتورينغيا، ضد أي محاولة للتوحيد، بعد مرارات العهد النازي مع الكنيسة الإنجيلية الألمانية. ورغم ذلك، تقرر استبدال الاتحاد الألماني السابق للكنائس البروتستانتية بمظلة جديدة تحمل اسم الكنيسة الإنجيلية في ألمانيا، بقيادة مؤقتة أطلق عليها اسم مجلس الكنيسة الإنجيلية في ألمانيا، مستعيراً تسميته من تنظيم مجلس الإخوة.
وفي فترة ما بعد الحرب، اعتمدت المقاطعات الكنسية الست المتبقية للكنيسة الإنجيلية في الاتحاد البروسي القديم دساتير جديدة بين عامي 1946 و1951، أعلنت فيها استقلاليتها. في عام 1946، عقدت المقاطعة الكنسية السيليزية، برئاسة إرنست هورنغ، أول مجمع إقليمي بعد الحرب في مدينة شفيدنيتسا البولندية. لكن، في 4 ديسمبر من العام نفسه، تم ترحيل هورنغ من فروتسواف إلى ما وراء نهر نيسا اللوساتي، حيث استقر في الجزء الألماني من مدينة غورليتس السيليزية المقسمة. وفي عام 1947، أجبرت الحكومة البولندية ما تبقى من أعضاء مجلس سيليزيا الكنسي على مغادرة فروتسواف، بعد أن تمكن المجلس من مواصلة عمله هناك لفترة مؤقتة. ومع ذلك، أصبحت غورليتس مقر المقاطعة السيليزية المتبقية، التي أُعيد تشكيلها في 1 مايو 1947 ككنيسة إنجيلية مستقلة لسيليزيا.
حتى عام 1951، كانت جميع المقاطعات الكنسية الست التي لا تزال قائمة في الكنيسة الإنجيلية للاتحاد البروسي القديم قد تبنت دساتير كنسية جديدة تعلن استقلالها. في عام 1946، عقدت المقاطعة الكنسية السيليزية، برئاسة إرنست هورنغ ، أول مجمع إقليمي لها بعد الحرب في مدينة سويدنيتشا البولندية آنذاك. ولكن في 4 ديسمبر 1946 تم ترحيل هورنغ من فروتسواف إلى ما وراء نهر نايسه في لوساتيا ، حيث تولى مقعده الجديد في الجزء الألماني من مدينة جورليتز السيليزية المقسمة. وفي عام 1947، طردت الحكومة البولندية أيضًا الأعضاء المتبقين من مجلس سيليزيا، الذين تمكنوا مؤقتًا من الاستمرار في أداء مهامهم في فروتسواف. أصبحت جورليتس مقرًا للمنطقة الصغيرة المتبقية من المقاطعة الكنسية السيليزية، والتي تأسست في الأول من مايو 1947 باعتبارها Evangelical Church of Silesia [خطأ: تحقق من وسيط ورمز اللغة] .
لقد تحولت ممتلكات الكنيسة شرق خط أودر-نايسا إلى رماد ذكريات مؤلمة في ضمير الزمن. جرى انتزاعها بلا تعويض، وتحوّلت معظم الكنائس إلى ملكية الكنيسة الكاثوليكية الرومانية في بولندا، بينما واجهت المقابر تدنيسًا وتشويهًا، حيث دُمِّرت شواهد القبور، وزحفت الأعشاب على الأرواح المدفونة، لتتحوّل إلى أطلال صامتة. أمّا في مقاطعة كالينينغراد، فقد استولت الدولة السوفييتية على معظم ممتلكات المقاطعة الكنسية لبروسيا الشرقية، وأصبحت الكنائس تستخدم لأغراض دنيوية، وتحولت قاعات الصلاة إلى مخازن، وكسرت اجراسها.
حين فرّ اللاجئون والمطرودون من أبناء الكنائس البروتستانتية في بروسيا القديمة، ومن الكنائس التشيكوسلوفاكية والمجرية والليتوانية والبولندية والرومانية، حملوا معهم وجع النزوح الذي قدّر عددهم بعشرة ملايين. تقطعت بهم السبل في المقاطعات المتبقية، حيث باتت الكنيسة ملاذهم الأخير، فأسّست "وقف الإغاثة الإنجيلية" (Evangelisches Hilfswerk) ليكون شعلة أمل في ظلمة الفقر والمعاناة، يعين المنكوبين على الوقوف مجددًا على أقدامهم وسط الخراب.
تحوّلت المقاطعات الكنسية الناجية الست إلى كيانات كنسية مستقلة، تحمل أسماءً جديدة تخاطب عهدًا مختلفًا. ظهرت كنيسة برلين-براندنبورغ الإنجيلية، وكنيسة بوميرانيا الإنجيلية، وكنيسة الراين الإنجيلية، وكنيسة مقاطعة ساكسونيا الكنسية الإنجيلية، وكنيسة سيليزيا الإنجيلية، وكنيسة ويستفاليا الإنجيلية. اجتمعت السينودات في الراين ووستفاليا في نوفمبر 1948 لأول مرة بصفتها سينودات تابعة للدول المستقلة حديثًا، معلنة مرحلة جديدة من الاستقلال بعد ظلال الحكم المركزي.
في عام 1947، اجتمع ممثلو المقاطعات الست لتأكيد الوضع الجديد، حيث أصبحت الكنيسة الإنجيلية في الاتحاد البروسي القديم رابطة لكيانات مستقلة. ولكن الرياح السوفييتية لم ترحم هذا التحوّل؛ ففي يوليو 1948، اضطرت الهيئة التنفيذية المؤقتة للكنيسة إلى الاجتماع بشكل منفصل بين الشرق والغرب، بعدما سدّت القوات السوفييتية سبل التواصل بين المناطق عقب إدخال المارك الألماني في مناطق الاحتلال الغربي.
لم يكن الانقسام قد التئم تمامًا؛ إذ لم يُزَح سوى أكثر الأعضاء تطرفًا من المسيحيين الألمان عن مناصبهم، بينما ظل المحايدون ومعارضوهم ممن سلكوا دروب المساومة المشبوهة يشغلون المناصب الرئيسية. مضى ديبيليوس في اتباع سياسة تستميل التيار الرئيسي من أبناء الرعية، بينما استمرت المعارضة من الداهليميين وأتباع بارمن في عقد اجتماعاتهم في مجالس الإخوة القديمة، مثابرين على رفض الوحدة.
وفي 14 يناير 1949، اجتمع ممثلو الكنيسة الإنجيلية لإعادة اللحمة، وأسسوا لجنة لصياغة دستور كنسي جديد. وفي 15 أغسطس 1949، أصدر المجلس الأعلى للكنيسة الإنجيلية، برئاسة ديبيليوس، مسودة دستور جديد يستهدف جمع الأطراف المختلفة، من المطالبين بتفكيك الاتحاد تمامًا، إلى المعارضين الصارمين والساعين لإعادة الهيكلة الكنسية.
في هذا الوقت، كان الحشد الشعبي في الشرق ينظر إلى ديبيليوس بعين الشك والعداء، خصوصًا بعد تأسيس جمهورية ألمانيا الديمقراطية في 7 أكتوبر 1949، حيث نُعت بالدعاية الغربية واتُّهم بدعم حكومة كونراد أديناور.

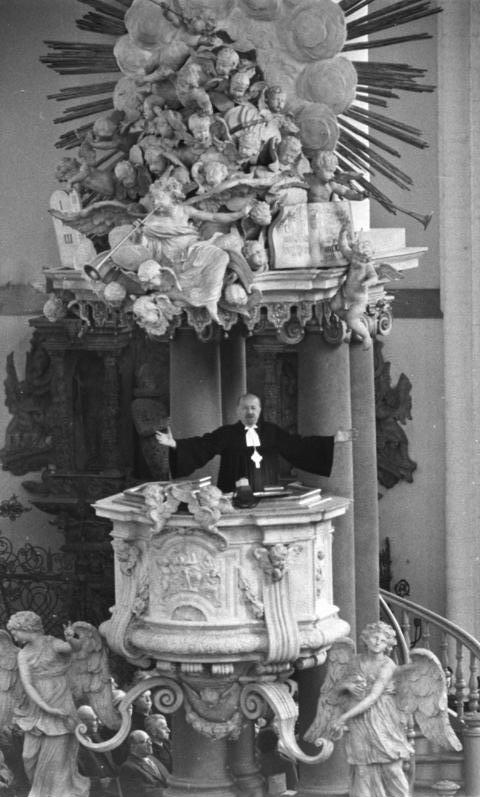
أوتو ديبيليوس يخطب من المنبر (1703 بواسطة أندرياس شلوتر) في كنيسة القديسة مريم، برلين (الشرقية)، 1959

### في الخمسينيات
في 24 فبراير 1950، اقترح المجلس الأعلى للكنيسة الإنجيلية عقد سينود عام استثنائي، وقد اجتمع هذا السينود بين 11 و13 ديسمبر في برلين. انتخب السينود لوتار كرايسيغ رئيسًا (برايسس) للسينود وصوّت على دستور جديد للكنيسة في 13 ديسمبر، وأعاد التأكيد عليه في اجتماع ثانٍ في 20 فبراير 1951. وفي الأول من أغسطس 1951، دخل الدستور الجديد حيز التنفيذ، مشكِّلًا تحولًا جذريًا في هيكل الكنيسة الإنجيلية في الاتحاد البروسي القديم (Evangelische Kirche der altpreußischen Union) ليصبح مجرد هيئة شاملة.
ألغى الدستور المجلس الأعلى للكنيسة الإنجيلية، واستبدله بمكتب الكنيسة (Kirchenkanzlei) كهيئة إدارية. أصبح المجلس الكنسي (Kirchenrat)، الذي كان يُعرف سابقًا بمجلس السينود العام قبل حله عام 1933، الجهة الحاكمة للكنيسة، وتولى قيادته برايسس السينود العام. حمل رؤساء الكنيسة الآن لقب "رئيس مجلس الكنيسة الإنجيلية في الاتحاد البروسي القديم"، وتولوا القيادة لفترات مدتها عامان. تألف المجلس من رؤساء الكنائس الأعضاء، برايسس السينود العام، أعضاء معينين من كل كنيسة عضو من قبل السينودات الخاصة بها، رئيس مكتب الكنيسة، ممثلين عن الرعية الإصلاحية، وعضوين من السينود العام ليسا من رجال اللاهوت.
حتى تعيين أول رئيس في عام 1952، تولى الرئيس ديبيليوس، الرئيس السابق للمجلس الأعلى للكنيسة الإنجيلية، وأعضاء المجلس الآخرين المسؤولية بشكل مؤقت كرئيس وأعضاء لمكتب الكنيسة.
في عام 1951، وجّه الأسقف البافاري هانس ماييسر، الذي كان حينها رئيس الكنيسة الإنجيلية اللوثرية المتحدة في ألمانيا، انتقادًا لاستمرار وجود الكنيسة الإنجيلية في الاتحاد البروسي القديم كهيئة شاملة، مشيرًا إلى افتقارها إلى هوية طائفية رغم عضويتها في الاتحاد البروسي. وفي 5 أبريل من العام نفسه، عبّر كارل شتاينهوف، وزير الداخلية في جمهورية ألمانيا الديمقراطية (GDR)، عن معارضته لاستمرار استخدام مصطلح "البروسي" في اسم الكنيسة،  معتبرًا ذلك متناقضًا مع هوية الدولة.
رد المجلس الأعلى للكنيسة الإنجيلية بأن مصطلح "الاتحاد البروسي القديم" يشير إلى طائفة دينية وليس إلى دولة، وبالتالي لم يتم تغيير الاسم، محافظًا على دلالته التاريخية والدينية بعيدًا عن أي ارتباط سياسي.
في الخامس من مايو عام 1952، اجتمع مجلس الكنيسة الإنجيلية للاتحاد البروسي القديم، وتحرك أعضاؤه في أجواء من الاضطراب ليختاروا هاينريش هيلد رئيسًا، ويطلقوا سلسلة من القرارات التي تلاحقت بتوتر. وفي الثاني من يوليو، زار هيلد، بتردد مشوب بالحذر، رئيس وزراء ألمانيا الديمقراطية، أوتو غروتيفول، في خطوة حملت مزيجًا من الجرأة والحذر.
ولكن، لم تهدأ أصوات المعارضة من حكومة ألمانيا الديمقراطية التي استمرت في الضغط، واحتدمت النقاشات حتى جاء القرار في الثاني عشر من ديسمبر عام 1953 بإزالة مصطلح "البروسي القديم" من اسم الكنيسة، مع تأكيد على أن هذا التغيير لم يمس هوية الاتحاد الراسخة. واشتعلت الأفكار لتفتح الكنيسة أبوابها أمام الكنائس المتحدة الأخرى، فيما ساد شعور بالارتباك بين الأعضاء حول مستقبل الهوية.
وفي عام 1960، تصاعدت نبرة التحذير في أرجاء الكنيسة حين دعا المجمع البروسي الجديد الألمان الشرقيين إلى البقاء في وطنهم، مما زاد من التوتر بين الكنيسة والدولة. وانضمت كنيسة أنهالت، التي لم تكن جزءًا من بروسيا، إلى الاتحاد، مما أضفى بعدًا جديدًا للصراع حول الهوية.
لكن الصراع لم يتوقف هنا؛ فقد صعّدت حكومة ألمانيا الديمقراطية من محاولاتها لشلّ التعاون بين الكنائس الشرقية والغربية، وتزايدت القيود لتصل ذروتها مع بناء جدار برلين، الذي فصل بين القلوب والأجساد. ورغم التضييق، استمرت الكنائس الغربية في تقديم دعمها المالي، بينما راقبت السلطات الشرقية تدفق العملات الصعبة بنظرة جشع.
في التاسع من مايو عام 1967، أطلقت الكنيسة الإنجيلية مبادرة لإعادة بناء الكاتدرائية في برلين الشرقية، وكأنها تتحدى الركام الذي غمر المدينة. وفي هذا الجو المشحون، انقسمت النفوس بين أمل خافت وخوف مستعر.
وفي التاسع من أبريل عام 1968، صدر دستور ألمانيا الديمقراطية الجديد ليُعلن بوضوح نهاية حقبة من التسامح، وليُجهز على الكنائس قانونيًا وماليًا. وأُلغيت ضريبة الكنيسة، التي كانت تُحصَّل تلقائيًا، ليترك الأعضاء في المواجهة، وسط أجواء الاضطهاد.
توالت الأحداث؛ انخفضت نسبة تعميد الأطفال من 87.7% عام 1946 إلى 24% فقط بحلول عام 1970. وتراجعت أعداد الأعضاء البروتستانت بين السكان إلى أقل من الربع بحلول عام 1990، وكأن الكنيسة كانت تنزف أتباعها ببطء، محاصرة بقبضة نظام يزداد شراسة.
بإقرار الدستور الجديد لجمهورية ألمانيا الديمقراطية عام 1968، سُحبت من الكنائس صفة "الهيئات العامة" وتم تخفيضها إلى مجرد "جمعيات مدنية"، وهو إجراء يهدف لتقييد سلطاتها وتقليص نفوذها. وأُجبرت كنائس الاتحاد الإنجيلية، مثل الكنيسة الإنجيلية في سيليزيا والكنيسة الإنجيلية في بوميرانيا، على حذف أسمائها التاريخية واستبدالها بأسماء جديدة. فاختارت الأولى اسم "الكنيسة الإنجيلية لمنطقة غورليتس الكنسية"، بينما أُطلق على الثانية اسم "الكنيسة الإنجيلية في غرايفسفالد".
وفي الأول من أكتوبر عام 1968، اجتمع سينودس الكنيسة الإنجيلية للاتحاد، متوقعًا الأسوأ، حيث أقر تدابير طارئة لإنشاء سينودسات إقليمية للشرق والغرب تحسبًا لفصل قسري للاتحاد. في ظل تلك الأجواء المشحونة، خرج هانفريد مولر، أحد السينودسيين الشرقيين، مطالبًا بانفصال الاتحاد، متنكّرًا تحت اسم رمزي "هانز ماير" كجاسوس لجهاز شتازي. ومع ذلك، رفضت الأغلبية هذا المقترح بشدة، وحافظت الكنيسة الإنجيلية للاتحاد على وحدتها بشق الأنفس حتى عام 1972.
في يوليو 1970، دُعي كارل إدوارد إيمر، رئيس السينودس في الكنيسة الإنجيلية في راينلاند، إلى برلين الشرقية لمناقشة مستقبل التعاون عبر الحدود للكنيسة الإنجيلية للاتحاد. لكن، وعندما حاول عبور الحدود إلى برلين الشرقية في أكتوبر، مُنع من الدخول، وكأن الحواجز السياسية قد تحولت إلى جدران فولاذية تمنع التواصل بين شرق وغرب.
بحلول عام 1972، أُجبر الاتحاد الإنجيلي على الانقسام إلى هيئتين رسميتين مستقلتين، تحملان أسماء تدل على نطاق كل منهما: "المنطقة التابعة لجمهورية ألمانيا الاتحادية وبرلين الغربية" و"المنطقة التابعة لجمهورية ألمانيا الديمقراطية"، مع ضم برلين الشرقية تحت مظلة الأخيرة. اجتمعت مجالس المنطقتين شهريًا في برلين الشرقية، حيث حافظت الحكومة الشرقية على هذا التعاون، مدفوعة بمصالحها الاقتصادية والسياسية.
ورغم انقسام الاتحاد، استمرت الإعانات المالية من الغرب في التدفق، تحت أعين يقظة من سلطات جمهورية ألمانيا الديمقراطية، التي كانت تدرك الفائدة الاقتصادية لهذه الإعانات.
شهدت الأحوال تحولًا حاسمًا مع انهيار الدكتاتورية في جمهورية ألمانيا الديمقراطية عام 1989. ففي عام 1990، استعادت الكنيسة الإنجيلية في غرايفسفالد اسمها الأصلي، لتصبح مجددًا "الكنيسة الإنجيلية في بوميرانيا". وفي عام 1991، توحدت الكنيستان الإنجيليتان في الاتحاد مرة أخرى، وبحلول الأول من يناير 1992، اندمجت الإدارتان لتعودا وحدة واحدة. أصبحت الكنيسة الإنجيلية للاتحاد تضم في ذلك الحين 6,119 جماعة دينية موزعة على سبع كنائس أعضاء.
وفي عام 1992، تخلت الكنيسة الإنجيلية لمنطقة غورليتس الكنسية عن اسمها غير المرغوب فيه، لتتبنى اسمًا جديدًا يعبر عن هويتها التاريخية: "الكنيسة الإنجيلية في سيليزيا العليا لوساتيا".
لكن مع اشتداد موجة اللادينية في ألمانيا، وتهاوي معدلات المواليد منذ سبعينيات القرن الماضي، وتضاؤل أعداد المهاجرين البروتستانت، شرعت الكنائس البروتستانتية في ألمانيا تجابه انحدارًا شديدًا في أعداد أتباعها، ما أفضى إلى تقلص حاد في عائدات المساهمات. اجتاحت هذه الأزمة كيان الكنائس، وأرغمتها على إعادة صياغة هيكلياتها، ومراجعة استراتيجياتها، وتحفيز مواردها لمواجهة تداعي الأوضاع.
تقدمت الكنائس بخطوات متسارعة، ودفعت أعضاؤها إلى دراسة الحلول الجذرية، فانعقدت العقول، وتحركت الجهود، وتبلورت القرارات. وفي ظل تلك الظروف المُلِحّة، أصدر سينودس الكنيسة الإنجيلية في الاتحاد في يونيو 2002 قرارًا يقضي بدمج منظمتها مع اتحاد الكنائس الإنجيلية، جامعًا شتات الطوائف تحت مظلة واحدة.